# قائمة حلقات أبطال الديجيتال (الجزء الأول)

غلاف دي في دي ياباني للسلسلة صُدر في 2007.

هذه قائمة حلقات مُسلسل أبطال الديجيتال الجُزء الأول المعروف باسم Digimon Adenture في النُسخة اليابانية الأصليّة، وهو الموسم الأول من سلسلة أبطال الديجيتال ويُعد ثاني أطول سلسلة من سلسلة أبطال الديجيتال بعد السلسلة السادسة إندماج الديجيمون، عٌرضت في اليابان على تلفزيون فوجي في 7 مارس 1999 وامتد عرضه إلى 26 مارس 2000، قام بتأليفها هيرويوكي كاكودو وقام بإنتاجها كيسوكي أوكودا وصمم كاتسويوشي ناكاتسورو الشخصيات، تتكون السلسلة من 54 حلقة مُتتالية مُدة عرض كُلٍ منها عشرون دقيقة. هذه الحلقات مُلخصة حسب السلسلة الأصليّة باستثناء أسماء الشخصيات التي ستُذكر كما عُرفت بالدبلجة العربيّة.

## نظرة عامة
| القِسم | القِسم             | الحلقات | تاريخ البث الياباني | تاريخ البث الياباني | مكان الأحداث                                                                 |
| القِسم | القِسم             | الحلقات | بداية المرحلة       | نهاية المرحلة       | مكان الأحداث                                                                 |
| ----- | ----------------- | ------- | ------------------- | ------------------- | ---------------------------------------------------------------------------- |
|       | مرحلة الخفاش      | 13      | 7 مارس 1999         | 30 مايو 1999        | الجزيرة الملفيّة.                                                             |
|       | مرحلة قردون       | 8       | 6 يونيو 1999        | 1 أغسطس 1999        | قارة سيرفر (قسم الصحراء).                                                    |
|       | مرحلة الوطواط     | 18      | 8 أغسطس 1999        | 5 ديسمبر 1999       | قارة سيرفر (قسم الغابات). مدينة أودايبا، في طوكيو، اليابان (العالم الحقيقي). |
|       | مرحلة سادة الظلام | 13      | 12 ديسمبر 1999      | 12 مارس 2000        | مناطق الجبل الحلزوني.                                                        |
|       | مرحلة جنجل        | 2       | 19 مارس 2000        | 26 مارس 2000        | نطاق فضائي مجهول.                                                            |

## قائمة الحلقات
| #                              | عنوان الحلقة | عنوان الحلقة                                           | عنوان الحلقة                                           | تاريخ العرض الأصلي | تاريخ العرض الأصلي | المخرج             |
| #                              | باليابانية | المترجم                                                | المترجم                                                | تاريخ العرض الأصلي | تاريخ العرض الأصلي | المخرج             |
| ------------------------------ | --- | ------------------------------------------------------ | ------------------------------------------------------ | ------------------ | ------------------ | ------------------ |
| القِسم الأول مرحلة الخفاش       | |                                                        |                                                        |                    |                    |                    |
| 1                              | 漂流？ 冒険の島！ | العائمة؟ جزيرة المغامرات                               | العائمة؟ جزيرة المغامرات                               | 7 مارس 1999        | 7 مارس 1999        | هيرويوكي كاكودو    |
| 1                              | في الأول من أغسطس من عام 1999 في إحدى مناطق اليابان في ظروف مناخية عصيبة أحاطت بالكرة الأرضية من أوروبا وأمريكا الشمالية وغيرها من القارات، خرج سبعة أطفال يابانيون في مخيم صيفي، في أثناء تلك اللحظات هَبّت عاصفةٌ ثلجية حاصرتهم في المخيم، بعد أن هدأت العاصفة الثلجية خرج الأطفال السبعة إلى الخارج ليستطلعوا الأمر، فُوجئوا بشفق ضوئي بالقرب من المخيم، خرج من ذلك الضوء نيازك ضربت بالقرب من الأطفال لتخرج منها أجهزة الديجيتال، بعد ذلك يسحب الأطفال السبعة تيارٌ يَقتادُهم إلى العالم الرقمي، يُفاجأ الأطفال بالمرافقين من المستوى الأول وبمكان يجهلون موقعه، وفي أثناء تعارفهم وإستطلاعهم على العالم الغريب فُوجئوا بالمقص وهو أحد وحوش الديجيتال، يلاحقهم هذا الوحش فيُحاصرهم في جُرف صخري شاهق يُطل على تيار مائي، قرر المُرافقين مقاتلته فيتطورون إلى مُقاتلي المستوى الثاني، وبعد تعاون المُرافقين إستطاعوا القضاء عليه، إلا أنه عاد بعد ذلك ليضرب طرف الجرف الصخري فيسقط الأولاد في التيار المائي. |                                                        |                                                        |                    |                    |                    |
| 2                              | 爆裂進化！ グレイモン | التطور المتفجر! قريمون                                 | التطور المتفجر! قريمون                                 | 14 مارس 1999       | 14 مارس 1999       | هيرويوكي كاكودو    |
| 2                              | أثناء سقوط الأولاد إلى التيار المائي يَستدعي بحر (مُرافق زيّن) أسماك الديجيتال التي أنقذتهم في آخر لحظة لتقتادهم إلى مكان آمن، بعد ذلك يبدأ نقاش الأولاد السبعة حول العالم الذي هُم فيه وكيف السبيل إلى العودة إلى أرض الوطن، قرروا بعد ذلك البحث عن أقرب وسيلة إتصال، وبعد المشي طويلاً وجدوا عدة هواتف عامة في شاطئ البحر، حاولوا الإتصال بأهاليهم ولكن من غير جدوى، قرروا بعد ذلك الاستراحة وأكل الطعام، كان أمجد هو الوحيد الذي أطعم مُرافقه رعد معه، يُفاجئهم أثناء تناولهم الطعام وحش رقمي يُدعى سلحفاة الديجيتال، أثناء مقاتلة المرافقين تَنفَذُ طاقتهم بإستثناء رعد الذي شارك أمجد حصته في الأكل، أثناء القتال تطوّر رعد بمساعدة أمجد إلى مُستوى البالغين ليتحول إلى صنديد، ليتمكن صنديد من القضاء على سلحفاة الديجيتال. |                                                        |                                                        |                    |                    |                    |
| 3                              | 蒼き狼！ ガルルモン | الذئب الأزرق! قارورومون                                | الذئب الأزرق! قارورومون                                | 21 مارس 1999       | 21 مارس 1999       | تاكينوري كاوادا    |
| 3                              | يستمر أبطال الديجيتال في البحث عن وسيلة لإيجاد مَخرج عن هذا العالم، فيواجهون وحشاً يُدعى ذو القرن، يُقاتل وحشاً آخر من نفس فصيلته فيستغلون الفرصة للهروب منهم، ليجدون أنفسهم أمام بحيرة كبيرة في وسطها جزيرة صغيرة تحمل فوقها حافلة كهربائية يُقرر الأبطال النوم فيها ووضع حارسٍ يُراقب الأوضاع بالتناوب، وحينما حان دور أمجد في الحراسة أزعج وحشاً يُدعى أفعى الديجيتال عن طريق الخطأ، ليهاجمهم ويتقاتلوا معه، يسبح يامن في البحيرة لتشتيت إنتباه الأفعى، لكن الأفعى تَمكنّت من الإمساك به، وحينما كان يامن في خطر إستطاع مُرافقه بواسطة الجهاز الرقميّ من التطوّر إلى المُستوى البالغين (المُستوى الثالث) ويتحول إلى رماح، يبدأ رماح القتال مع الأفعى في وسط الماء فيتمكن في النهاية من القضاء على الأفعى. |                                                        |                                                        |                    |                    |                    |
| 4                              | 灼熱！ バードラモン | الأحمر الحار! بيردرامون                                | الأحمر الحار! بيردرامون                                | 28 مارس 1999       | 28 مارس 1999       | تاكاهيرو إمامورا   |
| 4                              | يسير الأولاد مُتابعين بحثهم عن مكان آمن فيسيرون وسط الغابة إلا أن وصلوا إلى نهايتها فيجدون أنفسهم أمام صحراء قاحلة، قرروا متابعة الطريق فيها وبعد مسيرٍ طويل وَجدوا قرية صغيرة لزهور الديجيتال وهي مخلوقات صغيرة لطيفة وكثيرة تُشبه فُلة مرافقة سمر من المستوى الأول، وفي أثناء استراحتهم وشربهم للماء داهمهم الوحش الملتهب الذي سيطرت عليه إحدى مسننات الشر، فيلجأ الأولاد ومرافقيهم وزهور الديجيتال إلى مكان يهربون فيه من الوحش المُلتهب، إلا أن سمر ومرافقتها هديل تَعرَضَا إلى خطرٍ من نيران الوحش الملتهب، وبفَضل قاعدة الديجيتال استطاعت سمر استدعاء جارح من المستوى البالغين (المستوى الثالث)، ليتمكن جارح من تخليص الوحش الملتهب من مُسنن الشر. |                                                        |                                                        |                    |                    |                    |
| 5                              | 電光！ カブテリモン | الصدمة الكهربائيّة! كابيوترمون                          | الصدمة الكهربائيّة! كابيوترمون                          | 4 أبريل 1999       | 4 أبريل 1999       | هيروكي شيبادا      |
| 5                              | يمضي الأولاد قُدماً متابعين استطلاعهم عن العالم الرقمي، فيجدون أنفسهم أمام مصنع آلي، يتفرق الأولاد على مجموعتين للبحث عن أحد ما يُدير هذا المصنع، يكتشف شادي غرفةً دائرية للطاقة اكتشف من خلال حاسوبه أن المصنع يُدير طاقته بنفسه من خلال إنعدام المجال الكهرومغناطيسي فيه، في ظل هذه الأثناء كانت المجموعة الثانية تجوب في المصنع، وجدوا في طريقهم رجل آلي يُدعى فولاذ مستلقي وعالقاً بين مُسننات المصنع، قرروا مساعدته في إخراجه من المسننات ولكن مُسنن الشر كان محشواً في قدمه اليُمنى، بعد استيقاظه هاجم الأولاد واستطاع التغلب على صنديد ورماح مُقاتلا أمجد ويامن، بعد أن داهم الأولاد الخطر استطاع شادي من خلال طاقة المصنع استدعاء مُرافقه إعصار من المستوى البالغين (المُستوى الثالث) الذي استطاع تحرير فولاذ من مُسنن الشر. |                                                        |                                                        |                    |                    |                    |
| 6                              | パルモン怒りの進化！ | تطوّر بالمون الغاضب                                     | تطوّر بالمون الغاضب                                     | 11 أبريل 1999      | 11 أبريل 1999      | تيتسو إمازاوا      |
| 6                              | بعد أن قام الأولاد بتحرير فولاذ من مُسنن الشر، تابعوا طريقهم عبر مَنفذ دَلَهُم عليه فولاذ وهو طريق في المجاري تحت الأرض، وأثناء سيرهم واجهوا مخلوقات رقمية تُدعى الدَبق وهي أحد المخلوقات غريبي الأطوار والقذرة كذلك، تُلاحقهم مجموعة الدبق فيلجأ الأولاد إلى مخرج قريب، يهرب الدبق نتيجة تعرضهم لضوء الشمس، وبعد لحظات تُغطي الغيوم ضوء الشمس فيعود الدبق لملاحقتهم مرة أخرى، إلا أن واجهوا الدبدوب الرقمي وهو مخلوق رقمي طيب إلا أنه مُنوَّمٌ بمُسنن الشر، يُهاجم الدبدوب الأولاد فيأسرهم ليُصبحوا دُمى ويتسلى بهم ويحبس مرافقيهم باستثناء ميّ ومرافقتها زهرة اللتان استطاعتا التخفي عنه، تبدأ ميّ بمُقاتلة الدبدوب لتحرير الأولاد، وبسبب الخطر الذي أحدق بها استطاعت مُرافقتها التطوّر إلى صبارة من مُستوى البالغين (المُستوى الثالث)، قامت صبارة بعد قتال عنيف بتحرير الدبدوب الرقمي من مُسنن الشر، اعتذر الدبدوب للأولاد عن ما جرى معهم وكافئهم بفقاعات الصداقة. |                                                        |                                                        |                    |                    |                    |
| 7                              | 咆哮！ イッカクモン | الزئير! إيكاكومون                                      | الزئير! إيكاكومون                                      | 18 أبريل 1999      | 18 أبريل 1999      | هارومي كوساكا      |
| 7                              | يُواصِل الأولاد طريقهم في إكتشاف أسرار العالِم الرَقمي، وفي أثناء هُطول الثلج إكتشفُوا ثلاجةً مليئةٌ بالبيّض، بعد نِقاش واسع دام بين الأولاد عن إمكانية تناول البيض قرروا أكله، كان الجَميع يَعمُّه الفرح بإستثناء زيّن الذي كان يَشعر بالمسؤولية والخوف بالخَطر المُحدق الذي كان يُحيط بالأولاد لكَونه أكبرهُم سناً، وأثناء فترة الليّل إندلع نقاشٌ حاد بين أمجد ويامن، كانا يتناقشان في الصعود إلى الجبل حيثُ يرى أمجد أن الصُعود سيَحل مشكلة المتَاهة التي يُعانون منها وسيُمكنهم إلى معرفة المكان الذي هُم فيه، بينما يرى يامن أن الصُعود إلى الجبل قد يُعرض حياة الجميع إلى الخطر، تدخل زيّن في النقاش الذي دار بينهما لكنه فَشل في الوصُول إلى حل، وفي أثناء نوم الجميع قرر زيّن الصُعود إلى الجبل وحده لتعويض فشله برفقة مُرافقه بحر تاركاً رسالة للبقية، وبعد مسير طويل رأى زيّن وبحر مخلوقاً رقمياً طائر يُدعى حصان الديجيتال كان يعتاد مجيئ الجبل لشرب الماء، وبعد لحظات جاء مُسنن الشر من السماء ليدخل في ظهر الحصان فيبدأ بمهاجمة زيّن وبحر، تدخلت سَمر وأمجد لإنقاذ زيّن بعد ما رأوا رسالته، عَجز صنديد وجارح في تخليص حصان الديجتال من مُسنن الشر، كان زيّن يرى ما يحدث لأصدقائه فقرر بشَجاعة القفز في ظهر الحصان لإزالة المُسنن لكنه فشل في ذلك فيسقُط من على إرتفاع شاهق، وبفضل شجاعة وجرأة زيّن والخطر الذي حلّ به استطاع بحر التطوّر إلى عاصف من مُستوى البالغين (المُستوى الثالث) الذي تدخل في آخر لحظة لإنقاذ زيّن من السقوط وإستطاع بعد قتال مع حصان الديجيتال تحريره من مُسنن الشر، بعد ذلك أصاب الأولاد الإحباط عندما علمُوا من فوق الجبل أنهم فوق جزيرة نائيةٍ لا يعلمون مكانها. |                                                        |                                                        |                    |                    |                    |
| 8                              | 闇の使者デビモン！ | مرسول الظلام! ديفيمون                                  | مرسول الظلام! ديفيمون                                  | 25 أبريل 1999      | 25 أبريل 1999      | هيرويوكي كاكودو    |
| 8                              | عَلِموا الأولاد من فوق الجبل أنهم في مَتاهة لا يعلمون السبيل في الخروج منها، وفي أثناء ذلك وفي مكان قريب جداً من الأولاد إلتقيا ليث والغول وتقاتلا معاً وهُما أحد مخلوقات الديجيتال أحدهُما طَيّب ولديه إحسَاسٌ عَالي بالعدالة وهُو لَيث والآخر شرير ويُحب الفَوضى وهُو الغول، يَتدخل الخُفاش وهو أحد زعماء الشر الذي يسعى إلى السيطرة على عالم الديجيتال والمسؤول عن مُسننات الشر لفَض النزاع والسيطرة عَليهما لمُساعدته في القضاء على الأولاد، وهذا ما حدث حيث إستطاع الخفاش السيطرة على ليث بواسطة قبضة الشر، أرسل الخفاش كلاً من الغول وليث إلى الأولاد للقضاء عليهم، ولكن قوة الأولاد ومُقاتلِهم أبهرت الخُفاش ليقرر الإنسحاب بليث والغول أثناء القتال ويُخطط لخداعهم والتمويه لهم عَبر وضع بَيّت وهمي كبير أَشبَه بالقَصر في الجزيرة فيه كُل إحتياجاتهم مِن طعام وإستحمام وأسِرّة للنوم بهدف إغوائِهم ونَفذِّ طاقتِهم مُستغلاً جهلهم بحقيقة مَا حولهم، وهَذا ما حدث بالفعل حيث لاحظ الأولاد وجُود بيتٍ كبير وسط الجزيرة فيه كل ما يَتمنون وكأن كُل شيء مُعدٌ لهُم، سَاورهم الشك في البداية لكنهم قرروا قضاء بيلتهم وتناول الطعام والإستحمام فيه، وفي أثناء نَوم الأولاد تَسلل الخفاش والغول وليث إلى القَصر للقضاء عليهم لكنهم يُفاجئون بأمجد ومُرافقه رعد يسيرون في أروقة القَصر لإن رعد كان يُريد قضاء حاجته، وفي دورة المياه كان الغول يختبئ من غير عِلم أمجد ورعد، يُفاجئهم الغول بالخروج عليهم لعَدم تَحمُله رائِحة رَعد الكريهة، يهرب أمجد ورعد ليُقابلوا ليث ثم الخفاش، يُطلِع الخُفاش أمجد الوَهم الذي كانوا يعيشُونه، تختفي جدران القصر ويُصبح معدوماً في العراء، فَرّق الخُفاش الأولاد عَبر تطاير أسِرَّتِهم وهم فوقها وقسم الجزيرة بفَضل قُوته إلى أجزاء كُل جزء يَسير في طريقٍ مُختلف، يأمر الخفاش ليث بالقضاء على أمجد الذي يرى تَطاير وتَفرق زملائه أمامه، وبعد أن عجز عن إستدعاء صنديد بسبب نفاذ طاقة رعد لكَونه توّهم بالطعام الذي أكله وأن كُل ما أكله كان عِبارة عن وهم، يقبض ليث على أمجد وقُبيل القضاء عليه سَقطَ الجهاز الرقمي من على سرير أمجد بجانب ليث وبفضل أشعة الجهاز أُزيلت قوة الخُفاش المسيطرة عنه فيتصدى ليث للخفاش ومُعاونه الغول ويَرمي أمجد بعيداً في البحر لحمايته من الخفاش، لكن الخفاش أعاد القوة المُسيطرة في جسد ليث ليعود لهُ تابعاً من جديد. |                                                        |                                                        |                    |                    |                    |
| 9                              | 激突！ 冷凍デジモン | اشتباك! الديجيمون المُتجمد                              | اشتباك! الديجيمون المُتجمد                              | 2 مايو 1999        | 2 مايو 1999        | كيجي هاياكاوا      |
| 9                              | بَعد أن قام الخُفاش بتفريق الأولاد في أماكن مُتفرقة، قاد البحر سرير أمجد إلى جزيرة مُتجمدة تشبه القطب الشمالي، عندما وصل أمجد ومُرافقه رعد إلى الجزيرة؛ واجهَا وحشاً رقمي يُدعى وحش الجليد وهو أحد وحوش الديجيتال الطيّبة إلا أنه كان تحت تأثير مُسنن الشر الذي زرعه الخُفاش فيه، يتفاجئ أمجد ورعد بهجوم وحش الجليد نَحوهم، عجز أمجد عن مُساعدة مُرافقه للتطوّر للمُستوى المثالي لضعف طَاقة رعد فلم يملك وسيلة إلا الهَرب، حاصر وحش الجليد ورعد فيقرر أمجد رَكل رَعد ليُحرر مُسنن الشر الذي كان مُتعلقاً بظهر وحش الجليد، وبالفعل إستطاعا أمجد ورعد تحرير وحش الجليد من مُسنن الشر، عرف وحش الجليد ما جرى له بعد ذلك وقام بشُكر أمجد ورعد وأبلغهم بأنه رأى يامن ومُرافقه كاسر يسقُطان في جزيرةٍ أخرى وكَرَدِ جميل لهم بَنى وحش الجليد جِسراً من الجليد يَصِلُ ما بين الجزيرتين عَبر ضرباته الجليدية في الأرض، في هذه الأثناء كان يامن قلقاً بشأن أخيه وسيم، بحث عَنه لساعات في جو شديدة البُرودة، إقترح كاسر على يامن الاستراحة في كهف بينما يذهُب هو للبحث عن وسيم، بعد ساعات من البحث خاب أمل كاسر في البحث وأثناء عودته إلى الكهف فُوجئ بيامن مُغماً عليه ومُغطى بالثلوج، حمل كاسر يامن إلى الكهف لتدفئته وغَطاه بالفرو الذي كان فوق جلده، وبعد ساعات إستيقظ يامن بإنتعاش كامل وصحة جيدة بينما أصاب المرض مُرافقه كاسر، في هذه الأثناء وَصل أمجد ورعد برفقة وحش الجليد إلى جزيرة يامن وإلتقى به وفرحا لإلتِقائِهما مُجدداً، وشرح أمجد ما حدث معه مع وحش الجليد وكيف وصل إليه، رأى وحش الجليد حالة الولديّن ومُرافقيّهما من جوع ومرض فذهب للبحث عن دواء وطعام، حَل نقاش بعد ذلك بين أمجد ويامن حول خطوة العمل التالية ليحصل خلاف بيّن الإثنين وصل إلى درجة تبادل اللكمات أمام ناظريّ مُرافقيّهِما، يصلا إلى طرف جُرف صخري مُغطى بالثلج فيسقطا إلا أن أمجد كان مُتمسكاً بجذع كان متعلقاً بالجرف ومُمسكاً باليد الأخرى يد يامن ليمنعه من السقوط، في هذه اللحظات فاجئ الأولاد وحشاً رقمياً يُدعى كبكوب إلا أنه كان هو الآخر مُنوماً تحت تأثير مسنن الشر، يضرب كبكوب طرف الجرف الصخري ليسقط الأولاد من إرتفاع شاهق بيْد أن الحظ وقف معهم حيث كان وحش الجليد يمر من أسفل الجُرف من غير أن يعلم ما يحصل في أعلى الجُرف، ولحسن الجظ سقطا أمجد ويامن ومُرافقيّهما على وحش الجليد الذي جَلب لهم الدواء والطعام، تناول الجميع الطعام والدواء، مِما مَكن أمجد ويامن من مُساعدة مرافقيّهما إلى التطوّر إلى رماح وصنديد لمواجهة كبكوب، وبِفضل تعاون كلاً من وحش الجليد وصنديد ورماح إستطاعوا تحرير كبكوب من مُسنن الشر، أثناء المعركة التي حصلت حدث شق في أسفل الجُرف إكتشفوا من خلاله وجود مسننات تدور بإتجاه مُعين، عرف الجميع أن هذه المُسننات هي المسؤولة عن تحريك الجزيرة، ضرب الرماح هذه المُسننات لتدور بالإتجاه المعاكس وتقترب من الجبل الذي يقطن فيه الخُفاش ومعاونيه، يعتذر يامن من أمجد عن ما حصل لهم ويتعاهدان سويةً للبحث عن الآخرين والتعاون للقضاء على الخُفاش.                                               |                                                        |                                                        |                    |                    |                    |
| 10                             | 守護者ケンタルモン！ | المدافع كينتارومون                                     | المدافع كينتارومون                                     | 9 مايو 1999        | 9 مايو 1999        | كيجي هاياكاوا      |
| 10                             | يُواصل الأولاد بحثهم عن بعضهم البعض لِلَم شَتاتهم بعد أن فَرّقهم الخُفاش، تَسقط مي ومُرافقتها زهرة في جزيرة غريبة لا تَعرف مكانها، تبحث مي عن الطعام وتُفاجئ بمخلوقان من المخلوقات الرقميّة من الضُعفاء يُلازمان بعضهما ولا يفترقان؛ الأول إسمه طُحلوب والآخر إسمه جرُّود وهو مُتعلق بطحلوب ولا يُفارقه وكأنه العقل المُدبر له، يُطاردان طحلوب وجرود مي وزهرة بهدف سرقة حقيبة مي، لمّا أمسك طحلوب حقيبة مي بثَّ الجهاز الرقمي أشعةً رقمية حوّلتهما إلى مخلوقيّن طيبيّن، سألت مي عن إذا ما كانا قَد شاهدا مخلوقاً بشرياً بالقُرب من المكان الذي هُم فيه؛ فأجابا بأنهما شاهدا شادي ومُرافقه هادر في مَتحف الآثار في الجزيرة الموازية لجزيرتهما والتي تفصل بينها فقط أمتاراً قليلة، في هذه الأثناء كان شادي في الجزيرة المُوازية قد إكتشف مَتحف الآثار وبه رموزٌ غريبة ومُسنن ضخم يدور وباب يقود إلى متاهة مُعقدة يَصعُب الخُروج منها، عَرف شادي أن هذا المتحف هو المسؤول عن تحريك الجزيرة فقرر البحث عن طريقة ما في حاسوبه لفك الرموز لإعادة تدوير المُسنن، تَصل مي إلى مَتحف الآثار لتجد شادي مُنهمكاً بحاسوبه مُتجاهلاً مَجيئها الأمر الذي أغضب مي وجعلها تبكي وتَركض بشكل عشوائي داخل المتاهة حيث لحقها هادر مُرافق شادي لإقناعها بالعودة، بينما ظلَّت زهرة تُقنع شادي بعدم تجاهل مي، لاحظا شادي وزهرة إختفاء مي وهادر، عَرف شادي أنهما قد دَخلا المتاهة المُعقدة وأدرك خطأه في تجاهل مي، حاول شادي تَدارك المَوقف وإستطاع إيجاد خريطة للمتَاهة وتحديد موقع مي، وإستطاع محادثتها عَبر مُكبر الصوت ليَدلها على المَخرج، استجابت مي له لكن بعد لحظات يكتشف شادي في الخريطة شخصاً آخر في المتاهة يُطارد مي وهادر؛ كان جامح أحد المخلوقات الرقميّة لكنه كان تحت تأثير مُسنن الشر، طلب شادي من مي أن ترّكض بأقصى سُرعة وأبلغها بأن هُناك أحدٌ ما يُطاردها، رَكضت مي بعد تعليمات شادي إلى غُرفة مُغلقة في المتحف، حاصر جامح مي وهادر في الغرفة ولكن بعد لحظات شادي وزهرة حطما جدار الغُرفة من الخارج ليستطيعوا بعد ذلك من التطوّر إلى المُستوى الثالث وإخراج المُسنن الأسود من جامح، بعد ذلك أخبر جامح عن قوة أشعة الجهاز الرقمي الذي يَحمله الأولاد السبعة، فاجئ ليث المُنوَّم بالمُسنن مي وشادي وجامح، وبعد قتال بينهُ وبين جامح إستطاع التغلب على جامح وذهب إلى مي وشادي للقضاء عليهما، وبِفعل أشعة الجهاز التي أخبر عنها جامح إستطاعا شادي ومي وَقفْ هجوم ليث الذي هرب بفِعل أشعة الأجهزة، بعد ذلك عاد شادي إلى حاسوبه لفك الرموز وإعادة تدوير المُسنن للعودة إلى الجبل حيثُ يقطن الخُفاش، عادت مي إلى غضبها وذهبت إلى المُسنن وركلته بقدمها؛ وبشكل غير مقصود أعادت تدوير المُسنن بدهشة وإستغراب من الجميع لتَعود الجزيرة إلى مكانها الأصلي وهو الجبل. |                                                        |                                                        |                    |                    |                    |
| 11                             | 踊る亡霊！ バケモン | الأشباح الراقصة! باكيمون                               | الأشباح الراقصة! باكيمون                               | 16 مايو 1999       | 16 مايو 1999       | هيروكي شيباتا      |
| 11                             | عاد أربعةٌ من أبطال الديجيتال إلى الجبل بينما ظَّلَّ ثلاثة منهم مُشتتين، كان زين ومرافقه قد سَقطا في مُنتصف البحر وقد استولى عليهم الجوع والعطش، شاهد زين صندوقاً كبيراً ظن أن بداخله طعاماً لهم لكن كان بداخله الغُول الرقمي الذي فاجئهما وهَجَم عليهما، إستدعى زين عاصف وإستطاع مُجابهة الغُول والهَرب منه وبعد لحظات شعر عاصف بتعب شديد بسبب ضعف طاقته فعاد إلى المُستوى الثاني واضعاً زين في موقف لا يُحسد عليه حيث سقط في أعماق البحر، في هذه الأثناء كانت سمر تصطاد الأسماك بسنارة صيد في جزيرة قريبة وبعد لحظات محدودة شُدّ حبل السنارة لتُفاجئ بزين مربوطاً بحبل السنارة مُغماً عليه برفقة مُرافقه بحر الذي قام بربطه في السنارة، بعد أن إستيقظ زين قررت المجموعة إختيار زين كقائد للمجموعة لمنحه الثقة بنفسه، وافق زين على ذلك، لاحظت المجموعة أن هُناك كنيسة ضخمة قريبة منهم وعندما وصلوا إلى الكنيسة شاهدوا أناساً مُتنكرين بأقنعة يرقصون في إحتفالات، إستقبل المجموعة أحد هؤلاء الناس؛ وعندما طلبوا منه إزالة القناع فُوجئوا بمخلوقاتٍ شريرة وهي عبارة عن أشباح وحيدات الخلية، لم يستطيعوا سمر وزين مواجهتهم بسبب ضِعف طاقة مُرافقيّهما، حَبست الأشباح بحر وهديل في السجن وقيّدت زين وسمر ليكونا طعاماً لزعيمهم، بعد لحظات أتى زعيم الأشباح وهو عبارة عن توَّحُد جميع الأشباح بعبارات مُعينة لتُشكل شبحاً عملاقاً، في أثناء ذلك كان هديل وبحر قد إستطاعا خداع حارس السجن وتناول طعامه مُستغلين سَذاجته مما مكنهم من الإرتقاء إلى المستوى الثالث وإنقاذ سمر وزين، لم يتأثر زعيم الأشباح بأسلحة عاصف وجارح لكن زين طرأت في باله وهي تَرديد عبارات مُعاكسة لما قالوه الأشباح قبل توّحدهم وبالفعل إرتبك زعيم الأشباح أثناء سماعه العبارات وإستطاعا جارح وعاصف القضاء عليه، بعد القضاء على زعيم الأشباح نوقفت مُسننات الجزيرة ويعودا زين وسمر إلى الجبل لمواجهة الخفاش على أمل لقاء الأصدقاء المُتبقين. |                                                        |                                                        |                    |                    |                    |
| 12                             | 冒険！ パタモンと僕 | مغامرة! أنا وباتامون                                   | مغامرة! أنا وباتامون                                   | 23 مايو 1999       | 23 مايو 1999       | تاكاهيرو إمامورا   |
| 12                             | عاد ستة أولاد إلى الجبل وتبقى ولد واحد وهُو وسيم الذي سَقط في إحدى الجُزر المُتَفرَّقَة مِن الجبل، يُصادف وسيم ومُرافقه صدى مكان أشبَه بمدينة الألعاب وهو أرض البدايات التي تُولد فيها جميع المخلوقات الرقميّة، يكتشف فيها الكثير من صغار وبيوض الديجيتال؛ لم يَعرف وسيم كيفية التعامل مع الصغار مما أثار بكاء الصغار، في الوقت ذاته سمع صُراخ الأطفال الهر وهو أحد مخلوقات الرقميّة وهو الذي يَرعى الصغار حيث كان آتٍ من النهر لإصطياد الأسماك لكي يُطعم الصغار، هجم الهر على وسيم وصدى ولكن وسيم أقنع الهر بأنهم لا يريدون أذية الصغار وإنما يُريدون رعايتهم؛ كانت ردة فعل الهر بغيضة ومُحتقرة لصدى مما أغضب الأخير ونشب بينهم شجار، أوقف وسيم الشجار وإقترح مُبارزة بينهما لتحديد الأفضل، وبالفعل حدثت المبارزة وتغلب صدى على الهر؛ بعد ذلك إقتنع الهر بإن الإستهزاء بإمكانيات الآخرين قَد يُورد عواقب وخيمة، إعتذر الهر إلى صدى ووسيم ورحب بهم ودعاهم إلى تناول الأسماك، كان في هذه الأثناء ليث يُراقب ما يحدث. |                                                        |                                                        |                    |                    |                    |
| 13                             | エンジェモン覚醒！ | استيقاظ أنجيمون                                        | استيقاظ أنجيمون                                        | 30 مايو 1999       | 30 مايو 1999       | هيرويوكي كاكودو    |
| 13                             | هَجم ليث بأمر مُسبق من الخفاش على وسيم الذي فر هارباً وحاول الإختفاء بين الأشجار؛ بعد لحظات عرف ليّث مكان وسيم وأوشك على القضاء عليه لولا تدخل يامن وأمجد ومُقاتليهما في الوقت المُناسب ليَحدث قتالاً عنيف بين الطرفين، إنطلقت مُسننات الشر أرسلها الخُفاش من الجبل لتدخل في جسد ليث لتزيده حجماً وقوة وبالفعل عجزا صنديد ورماح عن مواجهة ليث؛ في اللحظة ذاتها وصلت المجموعة الثانية وهم شادي ومي وسرعان ما أخبر شادي الأولاد عن قوة الأجهزة الرقمية ومدى قدرتها على تحرير مسننات الشر من المخلوقات الرقمية، وبفضل هذه المعلومات إستطاع أمجد بمساعدة يامن من إخراج مُسننات الشر من ليث وإرجاعه إلى حقيقته الطبيعية، أخبر ليث الأولاد الخمسة أنهم هُم أمل عالم الديجيتال والمُختَارون للقضاء على الأشرار؛ واتفق الجميع على المُضي قدماً لمواجهة الخفاش والقضاء عليه، كان الخُفاش يراقب ما حدث مع ليث والأولاد وقرر استخدام الغول كُمسنن له ليكون في جسد الخفاش وأيضاً قام الخفاش بإدخال المُسننات السوداء لتزيده حجماً وقوة، وعند وصول الأولاد برفقة ليث تفاجئوا بحجم الخفاش الذي زاد أضعاف حَجمه المعروف، يُفاجئ الخُفاش الأولاد بأولى ضرباته لمحاصرتهم ومَنعم من إستدعاء المُقاتلين إلا أن زيّن وسمر وصلا في الوقت المُناسب ليُمكنّوا الأولاد من إستدعاء مقاتليهم وتبدأ المعركة الكُبرى المُنتظرة بين الخفاش والأولاد؛ وبعد قتال عنيف لم يتمكن الأولاد من مُبارزة الخُفاش بفضل المُسننات السوداء التي زادته قوة وحجماً ليبدأ الخفاش القضاء على الأولاد عن طريق أضعفهم وهو وسيم إلا أن صدى إستجمّع كُل طاقته وتمكن من التطوّر إلى عنقاء الذي قامت بجَمع طاقة جميع المُقاتلين وتوجيه ضربة شعاع الخير إلى الخفاش الذي قضت عليه ولتنتهي حكاية الخُفاش ومُسننات الشر التي كانت مُنتشرة في أنحاء العالم الرقمي؛ وتعود أجزاء الجزيرة إلى الجبل كما كانت سابقاً، أما عَنقاء فقد تحولت إلى بيّضة رقميّة وتبدأ في التطوّر من جديد بسبب إستنّفَاذ صدى كُل طاقته من أجل الإرتقاء للمستوى الثالث. |                                                        |                                                        |                    |                    |                    |
| القِسم الثاني مرحلة قردون       | |                                                        |                                                        |                    |                    |                    |
| 14                             | 出航・新大陸へ！ | أبحر إلى قارةٍ جديدة!                                   | أبحر إلى قارةٍ جديدة!                                   | 6 يونيو 1999       | 6 يونيو 1999       | تيتسو إمازاوا      |
| 14                             | بعد أن تمّكَن الأولاد من القَضاء على الخُفاش؛ ظَهر رجل عجوز عَبْر إشعاع رقمِّي من خلال صورةٌ ثلاثية الأبعاد يُدعى الجد زاجل، هنأهم بانتصارهم على الخُفاش الذي كان يمنعه من الإتصال بِهم، وأخبرهم بأن هناك مُواجهات تَنتظرهم بوحوش أقوى وأخطر من الخُفاش وأن هُناك طريقة واحدة لمواجهتهم وهي القلائد والمفاتيح التّي تُمَكّن المرافقين إلى التطور لمُستوياتٍ جديدة، ذكر الجد زاجل أن الخفاش قد أخفى القلائِد في مكان مجهُول وأنّ مفاتيح القلائد مُتواجدة في أماكنَ مُتفرّقة، طلب الجد زاجل من الأولاد المجيء إلى مَسكنه في مكانٍ يُسمى بقارة سيرفر (أرض الياقوت في الدبلجة العربية) حيث قام بإرسال الخرائط إلى حاسوب شادي ليَدلهم عليه قَبل أن تنقطع صُورته بسبب تَشويش الإتصال، قضى الأولاد ليلتهم بعد ذلك بجانب البُحيرة ليتناقشوا عن فكرة الذهاب إلى قارة سيرفر وبعد التفكير قَرر الأولاد الذهاب إلى تلكَ القارة مُتحدين كُل الصعاب والأخطار التي ستواجههم؛ وفي الصباح ذهبوا إلى البحر لبناء قاربٍ لعبور المحيط من أجل الوصول إلى قارة سيرفر؛ وبعد أن تمكّنوا من بناء القارب بفضل مُساعدة الوحوش الرقمية مثل الدبدوب الرقمي وليث وكبكوب والوحش المُلتهب وآخرين إستطاعوا الإنجاز في بناء القارب، وقبل إبحارهم فقست بيضة وسيم ليخرج منها بَلبَلّ وهو مرافق وسيم من مُستوى الأجنّة ما قبل مُستوى الرُضّع، أبحر الأولاد في المُحيط موّدِعين الوحوش الرقمية التي ساعدتهم، وبعد لحظات من إبحارهم فاجئهم حوت ضخم الذي قام بإعتراض طريقهم وإبتلاع الأولاد؛ وبعدما وصل الأولاد إلى جَوف الحوت فُوجئوا بأحد المُسننات التي أرسلها الخُفاش سابقاً مُتعلقاً في جسده فيُقرر أمجد التسلق إليه بمُساعدة حبال زهرة مُرافقة مي ويقوم بإرسال أشعة الجهاز إلى المُسنن لتحرير الحُوت منه، بعد أن تحرر الحوت من مسنن الشر أخرج الأولاد من جوفه وشكرهم على مُساعدتهم له وإعتذر عن ما فعلهُ بهم، أخبر الأولاد الحُوت أنهُم ذاهبين إلى قارة سيرفر، علم الحوت غاية الأولاد وقرر مُساعدتهم وطلب منهم الصعود إلى ظهره لتبدأ رحلة الأولاد إلى قارة سيرفر في ظَهر الحُوت، وأثناء مَسيرهم تحدث الأولاد عن القلائد والمفاتيح، أخبر الحُوت أن الخُفاش قد أخفى شيئاً ما في مكان قريب تحت المحيط، طلب الأولاد الذهاب إلى هُناك وعند وصولهم شاهدوا متجراً صغيراً وتفاجئُوا بالثاقب وهو أحد الوحوش المُحايدة المنوّمة بالمُسنن الأسود الذي زرعه الخفاش فيه سابقاً، تقاتل المُرافقين معه بينما الأولاد ذهبوا للبحث عن القلائد في المتجر، وبعد البحث والقتال إستطاعوا الأولاد إيجاد القلائد وتحرير الثاقب من مُسنن الشر ويُكملوا مسيرهم إلى قارة سيرفر. |                                                        |                                                        |                    |                    |                    |
| 15                             | エテモン！ 悪の花道 | إيتيمون! المدخل الكبير للشر                            | إيتيمون! المدخل الكبير للشر                            | 13 يونيو 1999      | 13 يونيو 1999      | كيجي هاياكاوا      |
| 15                             | بعد خمسةِ أيام من الإبحار على ظهر الحوت وصل الأولاد إلى قارة سيرفر، وعند وصولهم وجدوا قرية صغيرة؛ في البداية إعتقد الأولاد أنها لصغار الديجيتال ولكنهم فُوجئوا بأقزام الديجيتال وهي مخلوقات ضعيفة شريرة إستولوا على قرية صغار الديجيتال قبل عدة أيام من وصول الأولاد إلى القريّة وحبسوهم في مكانٍ بعيد خلف شلال المياه، رحب أقزام الديجيتال بالأولاد ووَفرَّ لهم الطَعام والشراب والإستحمام، وفي أثناء الليّل تطوّر بَلبَلْ مُرافق وسيم إلى سُكر الذي رحب الجميع بقدومه بمن فيهم أقزام الديجيتال الذين خططوا بخُبث لخطف سُكر، وأثناء نوّم الأولاد دخل أقزام الديجيتال على سكر وخطفوه إلى خلف الشلال حيث المكان الذي إحتجزوا فيه صِغار الديجيتال؛ وأثناء ذلك فاجئوا أقزام الديجيتال ثلاثةٌ من وحوش الشرس وهي وحوش رقمية شريرة تابعة لإحدى زُعماء الشر وهو قردون، حيث سألوا الصغار عن ماذا يفعلون هُنا وأخبروهم أنهم يستضيفون أبطال ديجيتال في قريتهم التي إستولوا عليها وعلى الفور ذهب أحَد وحوش الشرس إلى زعيمه قردون وأخبره بمجيء الأولاد؛ وفي الصباح تفاجئُوا الأولاد بإختفاء سُكر وبحثوا عنه في شَتى الأماكن ولم يعثروا عليه؛ كان رَعد يشتَّم رائحة صغار الديجيتال ويتتَبع الرائحة إلا أن وجد الصغار مع سُكر مُحتجزين خلف الشلال وعلم بالحقيقة كُلها، وعندما حاول رعد فَكّ أسرْ الصغار تفاجَئ بوحوش الشرس الذين تقاتل معهم ولم يتمكن منهم بسبب أن الكفّة كانت غير متساوية، لم يتمكن رعد أيضاً من نداء أمجد والآخرين بسبب صوت الشلال العالي؛ لكن رعد رمى كرة النار عِدةَ مرات على الشلال ليخرُج منها دخان ليلفُت نظر الأولاد وبالفعل إلتفت الأولاد إلى الدخان وتتبعوا أثره إلى أن وصلوا في الوقت المُناسب ليستدعي أمجد صنديد ويهزم وحُوش الشرس، إلى أن قردون فاجئ الأولاد بظهوره في صُورة ثلاثية الأبعاد عبْر نقل مُباشر؛ تطوّر كاسر مُرافق يامن إلى رمَاح لمواجهة قردون إلا أن لحن المحبة أحَد أسلحة قردون أفرّغت طاقة المُقاتلين ليعُودوا إلى المُستوى الثاني، لم يملك الأولاد وسيلة إلا الهرب في كهف خلف الشلال ليَصلوا إلى نفق مسدود ولكن أمجد وجد مفتاح قلادته هُناك لتظهر إشعاعات الديجيتال التي نقلت الأولاد إلى مكان بعيد جداً عن قردون، في نَفس اللحظات تفاجئ قردون عندما علم عن مكان الأولاد حيث إشتاط غضباً وتوعد بالأولاد في خُطط أخرى للقضاء عليهم. |                                                        |                                                        |                    |                    |                    |
| 16                             | 暗黒進化！ スカルグレイモン | التطوّر المظلم! سكلقريمون                               | التطوّر المظلم! سكلقريمون                               | 20 يونيو 1999      | 20 يونيو 1999      | تاكينوري كاوادا    |
| 16                             | بعد أن حصل أمجد على مفتاح قلادته تغيّرت أطباعه وأساليبه وأصبح أكثر إندفاعاً لإعتقاده بأن عليّه مُقاتلة الأعداء بُمفردة ولأجل الإرتقاء إلى المُستوى التالي أرغم مُرافقه رعد على تناول كميّةٍ كبيرة من الطعام حتى إمتلأت مَعدته وأصبح جسده أثقل من السابق؛ في الوقت ذاته تَوهجت قلادة زيّن مِما دلّ على قُرب مفتاح قلادته، وأثناء تتبعهم التوّهج سقط زيّن عَبر أحد أسلاك قردون الأمر الذي جعل قردون يستطيع تحديد أماكنهم وإكتشف أنهم بعيدون جداً عنه، سَار الأولاد مُتتبعين توّهج القلادة إلى أن وصلوا إلى مكان أشبَه بالمُدرّج الرُوماني وهو مكان يحتفل فيه قردون سنوياً، وجدوا تماثيل ومُدرج كبير وملعب لكرة القدم وشاشةٍ عملاقة؛ إزداد توّهج زيّن عند مرمى الملعب ولكن في أثناء ذلك ظهر قردُون في الشاشة العملاقة وإستطاع محاصرّة الأولاد في المرمى وتمرير تيار كهربائي فيه لتمنع الأولاد من الهرب، كان رعد هو الوحيد الذي لم يُحاصر بسبب بُطئه وثقل جسمه بسبب الكمية الكبيرة من الطعام التي تناولها، حَضّرَ قردون مُفاجئة للأولاد لمقاتلتهم عن بُعد عبر مُقاتله الآلي حديد وهو مُقاتل نسخةً رقمية من صنديد، إستدعى أمجد صنديد لمُقاتلة حديد وعندما ظهر صنديد بدا ضعيفاً بسبب ثقل جسمه وحركته حيث تمكّن حديد منه وأوشك على القضاء عليه، في حين عندما عَلِم قردون أن نصره بات وشيكاً أمر مُساعديه بإطلاق الألعاب النارية إحتفالاً بالنصر وحينما أشعل مُساعد قردون الألعاب النارية خرجت أسماك الديجيتال من مياه إحدى التماثيل لتخطف الألعاب النارية وتذهب به إلى حديد ليلحق بها لكونه مُبرمج على أن يتبع أي مصدرٍ حراري يُحيط به، إستغل الأولاد هذه الفرصة في الهرب عبر حفر حفرةٍ في الأرض، ومن المصادفة أن قلادة زيّن كانت في المكان الذي حفروا فيه، توهج مفتاح قِلادة زين لتحدث فجوة في الأرض ويسقُط الأولاد ويحصل زيّن على مفتاح قلادته، إكتشف الأولاد من تحت الأرض فتحةً تُؤدي إلى نفق يُخرجهم من المكان الذي حاصرهم به قردون، ليتمكن الأولاد من الخروج ويواجهوا حديد حيث إنطلق أمجد بحماسةٍ زائدة وإنفعال طائش للتطور إلى المُستوى الجديد، ولكن بسبب الخطأ الذي أحدثه أمجد وعدم توافقه مع شريكه وتسرعه وإتخاذ القرار بجهل وتجاهل الآخرين أخذت القلادة مساراً آخر ليظهر وحشٌ رقمي شرير يُدعى شربوح الذي هاجم الأولاد وقضى على حديد؛ إستدعى شادي وسمر ويامن المقاتلين من المُستوى الثالث للتصدي إلى شربوح وبعد دقائق من القتال هَرب شربوح من المُدرج الروماني حيث تبخَر بعيداً بسبب إستنفاذ طاقته ليعود إلى المُستوى الأول؛ فهم أمجد حينها خطأه وإعتذر للجميع وإلى مرافقه. |                                                        |                                                        |                    |                    |                    |
| 17                             | 幻船長コカトリモン！ | قائد الباخرة الوهميّة، كوكاتريمون!                      | قائد الباخرة الوهميّة، كوكاتريمون!                      | 27 يونيو 1999      | 27 يونيو 1999      | هيروكي شيباتا      |
| 17                             | سارَ الأولاد في الصحراء القاحلة وتحت أشعة الشمس الحارقة للإبتعاد أكثر مسافةٍ مُمكنة عن قردون، وفجأة ظهر الجد زاجل عبر إشعاعٍ رقمي وشرح للأولاد لماذا لم يستطع تايتشي التطوّر إلى المُستوى الرابع حيث قال بأن التوائم مع الشريك (المُرافق) وحُسن التعامل معه هي الطريقة الصحيحة لإستخدامها ثم إختفى بعد ذلك؛ وبعد لحظات ظهرت باخرةٍ عملاقة تسير في الصحراء وعلى متنها مخلوقات الدَبق، طلب الأولاد من الدَبق ركُوب الباخرة للإستراحة لأن التعب والحرّ قد أنهكهم؛ وبعد الإلحاح وافقّ الدبق ورَكبَ الأولاد الباخرّة حيث وَجدوا كُل إحتيّاجاتهم من طعامٍ وشراب وإستحمام، في هذهِ الأثناء كان الديك يُراقِب ما يحدث وهو أحد المخلوقات الرّقمية التَابعة لقردون ومالك الباخرّة؛ بعد أن عجز عن الإتصال بقردون بسبب ضِعفّ الشَّبكة قرر مهاجمة الأولاد وأمر مخلوقات الدبق بإلقَاء القبض عليهم؛ دَخل الديك أيضاً بنفسه على الأولاد وإستطاع تحجير بَحر ورعد وإحتجاز أمجد وزين؛ وإستطاع تحجير كاسر وهادر وسُكر وإحتجاز يامن ووسيم وشادي، تابع الديك البحث عن مي وسَمر وطاردهما إلى نهاية الباخرة؛ إستدعتا مي وسَمر كلاً من جارح وصباره؛ وإستطاعت صباره القضاء على الديك وتحرير المُرافقين من التحجير؛ وبعد أن نزلوا من الباخرّة لإستشعارهم بالخَطر؛ عاد الديك إلى الحياة بسبب القُوة الإضافية وطارد الأولاد بالياخرة، هَرب الأولاد من الباخرة المُسرعة وصادفوا في طريقهم صبارّة عملاقة التي إصطَدمت بها الباخرة وفجرتها وقَضت على الديك، بعد لحظات ظهرت مفتاح قلادة مي في أعلى الصبارة العملاقة، لتكون ثالثَ أبطال الديجيتال الذين حصلوا على مفاتِيح قلائدهم بعد زيّن وأمجد. |                                                        |                                                        |                    |                    |                    |
| 18                             | 幻船長コカトリモン！ | الساحر بيكلمون                                         | الساحر بيكلمون                                         | 4 يوليو 1999       | 4 يوليو 1999       | تاكاهيرو إمامورا   |
| 18                             | في أثناء سيّر الأولاد في صحراء قارّة سيرفر واجهوا وحشاً رقميّ وهو المقص الذي ظهر في بدايّة السلّسلة، كان أمجد مُتردداً في إستدعاء المُقاتل من المُستوى الثالث خشيّة إرتكابه خطأً مُشابها لمَا إرتكَبه في المُدرج الرُوماني، تدخل دعبول في اللحظة الأخيرة وهو مخلوقٌ رقميّ مخلوق رقميّ مُحارب للشر لإبعاد المقص عن الأولاد، قرر دعبول تدريب المُرافقين والأولاد لجعلهم أكثر جديّة وحزماً لمُواجهة الأخطار في بيته الذي يقطن داخل جدار عازل غير مرئي صنعه بنفسه، أعدَّ دعبول إختباراً خاصاً أمجد ورعد حيث أخذَهما إلى كهفٍ صغير فيه رمال مُتحركة لتبتلعَهم وتأخذهُم إلى عالمٍ خيّالي حيث سقط أمجد في قاربٍ صغير في نهر وسط المدينة وفجأة شاهد طفلاً صغيراً (كان هذا الطفل هو أمجد نفسه حينما كان صغيراً) يُحاول ركوب دراجة حيث يسقُط في كُل مرّة إلى أن أتاه أمجد وحفزّهُ على تكرار المُحاولة إلى أن تمكّن من قيادته؛ فهمّ أمجد غايّة دعبول من إختباره وفهم أن لا ييأس من تطوّر رعد وأن لا يخاف من تكرار الفشّل، في هذه الأثناء كان الأولاد المُتبقين نائمين بعد أن أمرهم دعبول بتنظيف المَنزل، إستيقظ يامن وشادي لتتوّهج قلائدهم؛ تتبعّا توّهج القلائد إلى أن وصلوا إلى خارج العازل الغير المرئي ليخرجا ويجدا بئراً يتوهج، نزلا في البئر وحصلا على مفاتيح القلائد ولكن أحد أسلاك شبكة قردون إلتقطت مكان الولديّن ليُرسل لهما عشبول وهو وحشٌ رقمي من فصيلة الديناصورات الذي كسر الحاجز الغيّر المرئي ودخل قريّة دعبول؛ في أثناء ذلك كان أمجد عائداً من إختباره وإستدعى صنديد ليوّاجه عشبول ويتغلب عليه، شكر الأولاد دعبول على مُساعدته لهم وأكملوا طريقهم. |                                                        |                                                        |                    |                    |                    |
| 19                             | 迷宮のナノモン | متاهة نانومون                                          | متاهة نانومون                                          | 11 يوليو 1999      | 11 يوليو 1999      | هيرويوكي كاكودو    |
| 19                             | إكتشف أبطال الديجيتال المصدر الأساسي لشبكة قردون والتي تضُم جميع أسلاكها ومن خلالها يستطيع التعرّف على أمكنتهم، قام شادي بتصفح حاسُوبه لمُحاولة إيقاف نشاط قردون إلا أنهُ لمَحَ رسالة من مَجهول كان نَصُّها: "ساعدوني وسأدلكم على مكان مفاتيح القلائّد!"؛ ولكي يُثبت مصدّاقيّته أرسل للأولاد مكان مفتاح قلادة وسيم الذي كان في واجهة جُرّف صخرّي؛ ذهب الأولاد إلى هذا المكان وبالفعل وجدوا مفتاح القلادة وفوّر حُصول وسيم عليّها حدثَت فجوّةٌ في الجُرف الصخري ليجد شادي كُل الرمُوز السابقة التي وجدهَا في المصنع الآلي، إكتشف شادي الكثير من أسرار العالم الرقمي حيث وجَد أنه عالمٌ صُنِعَ من البيانات الرقمية وأن العالم الرقميّ مُطابق تماماً للعالم الحقيقي بل وهُما مُتداخلان معاً وأن أبطال الديجيتَال تحوّلوا جميعاً إلى بيانات داخل لُعبة إلكترونية ضِمن نطاقٍ حاسوبي وأن جُزيئاتهم الحقيقيّة ما زالت في العالم الحقيقي، كمّا اكتشف مكان صاحب الرسالة المجهُولة وهو الهرم الرئيسي الذي يُدير فيه قردون شبكة الظلام، قرر الأولاد المُضيّ قُدماً لمُساعدة صاحب الرِسالة والحُصول على مفتاح قلادة سمر حيث إنطلق أمجد وزيّن وشادي وسمر إلى الهرم الرئيسي ووصلوا إلى مكان صاحب الرسالة بعد أن تسللوا في الهرم عبّر ممرات سريّة وبوابة كهربائية في فُتحةٌ سرّية تمر من خلاله، حين دخلوا إلى الغُرفة التي يقطن فيها صاحب الرّسالة وجدوا مخلوقاً رقميّ آلي يُدعى كهرب وهُو صاحب الرسالة حبسَهُ قردون في سجن بعد قِتالٍ معه قبل فترةٍ طويلة، طلب كهرَب من الأولاد الوثوق فيه وتحريره من السجّن، فعل الأولاد ما طلبَ منهم كهرب ولكن قردون أوقفهُم بعد أن علم أماكنهم من خلال كاميرات المُراقبة؛ إستدعى أمجد وزيّن وشادي وسمر مُقاتلي مُستوى البالغين بعد ذلك قام أمجد بتحير كهرب الذي هاجم قردون وهاجم المُرافقين وتبيّن أنهُ كان مُخادعاً وكان غرضهُ شريراً؛ إختطف كهرب سمر وهديل وفرّ بهما ولحقه الأولاد؛ فوجئُوا الأولاد بإن كهرب قد مرّ من البوابة الكهربائية خطرّة، كان أمجد يُحاول اللحاق به غير آبهٍ بخطورتها مُعتقداً أن الأمر لا خطورةَ فيه كوّنه في لعبةٍ مصنوعة من البيّانات؛ إلا أن شادي أخبره أن الأمر خطيرٌ أكثر بكثير مِما يتوقع وأن الموّت في العالم الرقمي يعني الموّت في العالم الحقيقي وهي النهايّة الحتميّة، صُعقَ أمجد من ردة فعل شادي وأدرك أنهُ كان مُتهاوناً في هذا الشأن، في هذه الأثناء تمكّن قردون من هزيمة المُرافقين وأوشك على القضاء على الأولاد لولا تدخُل يامن ووسيم ومي وإنقاذهم الأولاد والفرار بهم بعيداً عن قردون، لاحقاً عرف بقيّة الأولاد ما حصل ل سمر وإعترى الندم أمجد وبكى عن ما جرى لهم. |                                                        |                                                        |                    |                    |                    |
| 20                             | 完全体進化！ メタルグレイモン | تطور المستوى المثالي! ميتال قريمون                     | تطور المستوى المثالي! ميتال قريمون                     | 25 يوليو 1999      | 25 يوليو 1999      | كيجي هاياكاوا      |
| 20                             | في ليّلة إختطاف سمر يكتشف شادي أن كهرب قد إحتَجَز سمر في غُرفةٍ سريّة تحت الهرم، يُخطط الأولاد للدخول إلى هذه الغرفة وينطلقون في صباح اليوم التالي إلى الهرَم الرئيسي؛ وبعد قِتال مع وحوش قردون تَمَكّن أمجد من الوصول إلى البوابة الكهربائيّة التي تفصله عن الغرفة السرية، رغم خُطورة الموقف إلا أن أمجد قد اتخذ قراره بشجاعة وقرر الدخول عبر البوابة الكهربائيّة حيث نجح في ذلك وتوهجت قلادته لشجاعته وجرأته، عند دخول أمجد كان كهرب قد صنع نسخة رقميّة من سمر لتُساعده في القضاء على قردون؛ خطف أمجد جهاز وقلادة سمر من كهرب وأعادهما إلى سمر لكن كهرب حاول إفشال خطتهما ففتح فجوة في الأرض التي تقف عليها سمر لتسقط في دائرة الظلام، لكن أمجد تمكن من إنقاذ سمر في اللحظة الأخيرة وناولها القلادة والجهاز لتتمكن من تطوير مُرافقتها إلى المُستوى البالغين وتنقذ أمجد معها؛ بعد أن هرب أمجد وسمر دخل قردون إلى الغرفة السرية ليقضي على كهرب إلا أن كهرب قد رمى بنفسه في دائرة الظلام ورمي معه قردون، قُضي نحب كهرب لكن قردون تمكن من الخروج منها مما جعل دائرة الظلام تزيده قوة وشراسة ليذهب إلى الأولاد الذين في الخارج لتبدأ معركة قردون مع أبطال الديجيتال، بفضل شجاعة أمجد توهجت قلادته مما مَكّنَهُ من التطور إلى المستوى الرابع وهو المستوى المثالي ليظهر صنديد المُدرع لأول مرة ويتمكن من القضاء على قردون، حالما إنتصر أمجد وصنديد المدرع على قردون ظهر شقٌ في البُعد مُبتلعاً أمجد ومُرافقه عائداً بهِ إلى العالم الحقيقي تاركاً رفاقه بقية الأبطال في العالم الرقمي. |                                                        |                                                        |                    |                    |                    |
| 21                             | コロモン東京大激突！ | معركة كورومون العظيمة في طوكيو                         | معركة كورومون العظيمة في طوكيو                         | 1 أغسطس 1999       | 1 أغسطس 1999       | مامورو هوسودا      |
| 21                             | سقط أمجد ومُرافقه إلى العالم الحقيقي بعد أن امتصهما الشق الذي ظهر بعد هزيمة قردون؛ وجد أمجد نفسه في العاصمة اليابانية طوكيو حيث المكان الذي يعيش فيه، ذهب أمجد إلى بيته وحينما دخل إلى بيته لم يكن هُناك أحد في المنزل حيث كان الأثاث على ما هو عليّه كما كان عندما تركه آخر مرة، صُعِقَ أمجد عندما شاهد تاريخ اليوم وهو الأول من أغسطس لعام 1999 وهو نفس اليوم الذي سُحبوا فيه إلى العالم الرقمي عندما كانوا في المخيم الصيفي، ظهرت هند شقيقة أمجد ورحبت به كانت هند لم تستغرب وجود ورد بل وعرفت اسمه مما أثار حيّرة أمجد واستغرابه، في هذه اللحظة ظهرت عدة وحُوش رقميّة في المدينة والذي زاد غرابةَ أمجد بأن عامة الناس لم يروا الوحوش وكأن شيئاً لم يكن، ومن الوحوش الرقميَة الغول الذي هاجم أمجد ومُرافقه ورد، ساند أمجد ورد وتطور إلى رعد الذي إستطاع هزيمة الغول، ظهر في السماء تشَققٌ صاحبهُ تيّار يقود إلى العالم الرقمي، عرف أمجد أن البقاء في العالم الحقيقي يُشكل خطراً عليه وعلى البشر وأن الأخطار التي تُصيب العالم الرقمي سيتضرر العالم الحقيقي منها وأن الواجب يُحتم عليَه العودة إلى رفاقه لإنهاء مهمتهم من أجل إنقاذ العالمين من قُوى الشَّر فيُقرر العودة إلى العالم الرقمي مودعاً شقيقته هند. |                                                        |                                                        |                    |                    |                    |
| القِسم الثالث مرحلة الوطواط     | |                                                        |                                                        |                    |                    |                    |
| 22                             | ささやく小悪魔ピコデビモン | همس الشيّطان الصغير! بيكوديفيمون                        | همس الشيّطان الصغير! بيكوديفيمون                        | 8 أغسطس 1999       | 8 أغسطس 1999       | تاكينوري كاوادا    |
| 22                             | وصل أمجد إلى العالم الرقمي حيث تغيرت الكثير من الأمور لفروقات مَجرّى الزمن بيّن العالم الحقيقي والعالم الرقمي، شاهد أمجد سُكر مُرافق وسيم مُلقى على ضفاف البُحيرة وسأله عن ماذا حصل له ولبقية الأبطال في غيابه فأخبره سُكر الأحداث كُلها التي حصلت في غياب أمجد (الأحداث: تفرّق شَمل المجموعة بعد اختفاء أمجد واحداً تلو الآخر حتى بقي في النهاية يامن ووسيم ومُرافقيهما وحدهما، ظلا كذلك إلى أن وصلا إلى مدينة للملاهي وهناك قرر يامن ترّك وسيم لفترة قصيرة ليستطلع الأماكن القريبة منهم بعد أن تأكد أن المكان آمناً على وسيم، استغرق وقت غياب يامن فترة طويلة ليقلق وسيم عليه؛ ظهر مخلوق رقمي من مُستوى الأطفال وهو مخلوق شرير وماكر تابعٌ لأحد زُعماء الشر يُدعى زقزوق، بعد أن عرف زقزوق قصة وسيم ذهب إلى يامن ثم عاد إلى وسيم مرة أخرى ليُخبر وسيم بأن يامن لا يَريد أن يرى وجهه مرة أخرى وأن بُكاءه يُزعجه، غضب وسيم وبكى للكلام الذي سمعه حتى رمى القلادة والجهاز، أتى سُكر إلى زقزوق وحدث بينهما جدالاً انتهي بضرب سُكر لزقزوق تدخل وسيم في هذه اللحظة ليحصل خلافاً آخر بين وسيم وسُكر لينفصلا عن بعضهما وتتحقق غاية زقزوق)، فهّم أمجد القصة كُلها وذهب مع رعد وسُكر إلى وسيم، حُظيّ أمجد باستقبال كبير من وسيم الذي حضَن أمجد ورحب به، في هذه اللحظات كان زقزوق قد أتى بالعشاء لوسيم وهو عبارة عن فطرٍ سام يُمحي الذاكرة؛ سأل أمجد زقزوق عن صحة ما قاله يامن وطلب منه إثبات هذا الكلام وأخْذِهم إلى مكان يامن، وافق زقزوق ولكن طلب منهم أن يأكلوا الفطر في البداية، وافقوا على ذلك وذهب رعد إلى الحمام قبل تناول الطعام، وهُناك سَمع صوتاً يُحذرهم من تناول الفطر الذي أتى به زقزوق؛ كان هذا الصوت هو صوت سمر التي كانت مختبئة بين الأشجار، ذهب رعد بأقصى سُرعة إليهم وطلب من زقزوق أن يتناول الفِطر ليكتشف الجميع حيلة ومكر زقزوق، بعد أن كُشفت نوايا زقزوق اعتذر وسيم لسُكر عن فضاضته معه وقام وسيم بتطوير مرافقه إلى صدى لينجح بهزيمة زقزوق حيث فرّ الأخير هارباً، وإنطلق أمجد ووسيم ومُرافقيّهما للبحث عن بقيّة الأولاد |                                                        |                                                        |                    |                    |                    |
| 23                             | 友よ！ ワーガルルモン | أنت صديقي! وير قارورومون                               | أنت صديقي! وير قارورومون                               | 15 أغسطس 1999      | 15 أغسطس 1999      | جونجي شيميزو       |
| 23                             | وصل يامن إلى مكان قريب ووصل إلى مطعم تُديره إحدى المخلوقات الرقمية وهما فقوس ودحدح، تفاجئ يامن بأن زين وبحر يعملان في المطعم لتعويض الخسائر الذي تسببا بهما بسبب اعتقاد زين بأن المطعم يتعامل بالعملة اليابانية بينما المخلوقات الرقمية تتعامل بالدولار الأمريكي، وعد يامن زين بأنه سيذهب ليأخذ وسيم ثم يعود له ليعملا معاً لسداد الديّن، وقبل ذهاب يامن ذهب زقزوق إلى صاحب المطعم ليفاوضه على بقاء يامن مع زين مُقابل مبلغ مادي، ذهب صاحب المطعم إلى يامن وأخبره بأنه إذا ذهب وترك زين فإنه سيقضي عليه؛ اُجبر يامن على البقاء لإنقاذ صديقه من هذا الموّقف، وفي كُل مرّة يُخطئ فيه زين يزداد عدد الأيام على يامن وزين، وفي إحدى الليالي أتى زقزوق إلى يامن وحاول خداعه بالقول بأن زين كان يتعمد أخطائه ليُثير في نفس يامن الشكُوك على شقيقه، وبعد عدة أيام وصل أمجد ووسيم إلى يامن وزين ليُرحبا بهما، وعندئذٍ طلب أمجد من الجميع الهرب والبحث عن بقيّة الأصدقاء، إلا أن يامن رفض هذه الفكرة واشترط عدم اصطحاب زين معهم بسبب أخطائه، غضَب أمجد من ردّة فعل يامن ورفض شرطه وفي اللحظة ذاتها أتى فقوس إلى الأولاد ويكتشف خطة هروبهم ويتقاتل مع الأولاد، أما دحدح فقد خطف وسيم وهدد الأولاد بالقضاء عليه إلا أن تضحيّة زين أفشلت مُحاولته، بعد أن رأى يامن تضحيّة زين أدرك خطأه وتسرعه في الحُكم على صديقه، لتزداد معنى الصداقة في نفسه وتتوهج قلادته ليقوم بتطوير مرافقه إلى رماح المُدرع من المُستوى المثالي (المستوى الرابع) ويتمكن رماح المُدرع من هزيمة أصحاب المطعم، اعتذر يامن لزين وشكرّه على فعله وتضحيته وانطلقت المجموعة للبحث عن بقيّة الأولاد، أتت إشارة في أجهزة كلاً من يامن وأمجد مما يُشير بقرب اثنان من بقيّة الأولاد لتنقسم المجموعة إلى قسمين، أمجد وزين في جهة ويامن ووسيم في الجهة الأخرى. |                                                        |                                                        |                    |                    |                    |
| 24                             | 撃破！ アトラーカブテリモン | الساحق! ميقا كابوتيريمون                               | الساحق! ميقا كابوتيريمون                               | 22 أغسطس 1999      | 22 أغسطس 1999      | تيتسو إمازاوا      |
| 24                             | يسقط شادي ومُرافقه هادر في فجوةٍ عملاقة تصِل إلى عالم واسع أشبهَ بالفضاء تحكمه أحد المخلوقات الرقميّة ويُدعى بُعبُع، يَستولي بُعبُع على طاقة شادي المعرفية والمسؤولة عن حبه الشديد للعلم ليبيعها على المخلوقات الرقميّة، يأتي زقزوق إلى بُعبُع ليطلب منه قلادة شادي الذي كان مُنوماً بسبب نزع طاقة العلم منه مُقابل كمية من الفضلات العملاقة، إلا أن بُعبُع اكتشف خداع زقزوق ورفض ذلك في ظل مُحاولات زقزوق البائسة لإقناعه، في هذه الأثناء كان هادر قد عاد إلى مُستوى الرُضّع ليبكي على ما حلّ بشادي وتمر دموعه أمام شادي على هيئةِ ذكريّات سابقة التي أيقظت شادي من غفلته وأعادته إلى صوابه، يستعيد شادي طاقته المعرفية من بُعبُع وبفضل شَغَفهُ للعلم استطاع تطوير مُقاتله إلى المُستوى المثالي ليتحول إلى إعصار المُدرع ويُقاتل بُعبُع في معركةً عنيفة وسط الجوف العملاق تحت الأرض ويتمكن في النهاية من القضاء عليه ويعود شادي إلى سطح الأرض مع مُرافقه زبد من مُستوى الرضع ويصادفا يامن وشقيقه وسيم اللذان كانا في مُهمة البحث عنه وعن بقية المجموعة. |                                                        |                                                        |                    |                    |                    |
| 25                             | 眠れる暴君！ トノサマゲコモン | المُستبِد النائم! تونوساما-غيكومون                       | المُستبِد النائم! تونوساما-غيكومون                       | 29 أغسطس 1999      | 29 أغسطس 1999      | هيروكي شيباتا      |
| 25                             | يصل زين وأمجد إلى قصرٍ عملاق فيه الكثير من الزنابيع والفرافيش وهما مخلوقاتٌ رقميّة ضعيفة يخدمون حاكمة تحكم القصر، صُعق أمجد وزين عندما علما أن حاكمة القصر هي مي أحد فريق أبطال الديجيتال، رفضت مي العودة معهم مُفضلةً حياة الرفاهيّة على مُواجهة الأخطار ورمت بزين وأمجد خارج القصر، استغربا من ردّة فعلتها وأنانيتها المُفاجئة إلا أن أتت الإجابة من أحد خَدَّم القصر الذي أخبرهم بأن حاكمهم الحقيقي هو نائم مُنذ 300 عام ويُدعى فشكول وهو موجود في القصر؛ وتقول الأسطورة بأنه لن يستيّقظ إلا إذا تغنى أحد ما بصوت شجيّ وعذب حيث أن مي هي الوحيدة القادرة على إيقاظه بسبب عذوبة صوتها، وفي كُل مرةٍ تُغني تقطع أغنيتها بعُذر سخيف إلا أن استغلت حاجة الزنابيع والفرافيش وسخرتهم لخدمتها، حاول أمجد وزين إيقاظ الحاكم النائم إلا أن جميع مُحاولاتهم بائت بالفشل حتى اكتشفت ميّ ذلك ووضعتهم في السجن، وفي الليل رأت مي كابوساً مُخيفاً في منامها لتستيقظ وتجد سمر التي كانت تُراقب كل ما يجري في الخفاء لتُشجعها على تقديم الإعتذار لزُملائها، وفي الصباح اعتذرت مي إلى الزنابيع والفرافيش ولأمجد وزين ورعد وبحر ولمُرافقتها زهرة على تصرفها بأنانيّة معهم وكإعتذار قامت بالغناء للحاكم النائم حتى إستيقظ من منامه، لكن فشكول كان شريراُ على عكس التوقعات حتى هاجم الجميع، تصدى الأولاد له واستدعى أمجد صنديد المُدرع ليتمكن الأخير من هزيمة فشكول. |                                                        |                                                        |                    |                    |                    |
| 26                             | 輝く翼！ ガルダモン | الأجنحة المُتألقة! قارودامون                            | الأجنحة المُتألقة! قارودامون                            | 5 سبتمبر 1999      | 5 سبتمبر 1999      | هيرويوكي كاكودو    |
| 26                             | يجتمع الأولاد الستة من جديد فيما تُفتقد سمر، لاحظ الأولاد إشاراتٌ في أجهزتهم مِما يدل على أن سمر قريبةٌ منهم، تتبَع الأولاد الإشارات لكنهم فُوجئوا بوحشٍ حشري يُدعى زُلقط؛ أثناء قتال الأولاد معه ظهر جارح الذي قضى على زُلقط ثم إختفى بعد ذلك، لاحق الأولاد سمر التي هربت منهم لسببٍ مجهول وحينما حاصر الأولاد سمر أخبرتهم القصة وعن سبب هروبها منهم وأنها رأت زقزوق يحادث شخصاً مجهول عن قلائدهم وسمعت منه أن لكل شخص من أبطال الديجيتال له صفة مُعينة في قلادته؛ أمجد صفته الشجاعة ويامن الصداقة ووسيم الأمل وزين الإخلاص ومي الصفاء وشادي المعرفة وأما هي فصفتها المحبة والتي تعتقد أن هذه الصفة لا تنطبق عليها لإنها لم تعرف معنى المحبة في حياتها وقالت موقفاً حدَث لها عندما رفضت أمها الذهاب للعب كُرة القدم بسبب إصابتها حيّث ظنَت أن أمها لم تكُن تُكِّن لها المحبة وهذا ما أثر في نفسها، وفي الليل أثناء نوّم الأولاد أتى زقزوق مع سيّده للقضاء على الأولاد، كان سيّده هو الوطواط أحد زُعماء الشر، رمى زقزوق إحدى الإبر السامة على سمر لكن هديل ضحت بنفسها لتُصاب هي بدلاً من سمر، في هذه اللحظة استيقظ الأولاد مُتفاجئين مِما حدث وحاولوا التصدي لزقزوق الذي فاجئ الجميع بزعيمه الوطواط إلا أنهم حاولوا التصدي له ولكن فشلوا في ذلك، كانت هديل المصابة تريد القتال مع البقيّة لكن سمر رفضت ذلك لإصابتها؛ وفي نفس الموقف تذكرت ما حصل لها مع والدتها واكتشفت أن والدتها رفضت ذهابها بسبب حُبها وخوفها عليها وأدركت مفهوم المحبة مما زادت من معانيها في نفسها واستطاعت تطوير مُرافقتها إلى عُقاب من المُستوى المثالي (الرابع)، واجه عقاب الوطواط وحدثت بيّنهما مُواجهة استطاع فيها عقاب أن يأخذ الأولاد إلى مكان آمن بعيداً عن الوطواط. |                                                        |                                                        |                    |                    |                    |
| 27                             | 闇の城ヴァンデモン | قلعة ظلام فامديمون                                     | قلعة ظلام فامديمون                                     | 12 سبتمبر 1999     | 12 سبتمبر 1999     | كيجي هاياكاوا      |
| 27                             | يظهر زاجل للأولاد ليُخبرهم بأن هُناك بطلاً ثامناً يُشاركهم المُغامرة وأنه في هذه اللحظة يتواجد في العالم الحقيقي في حي هيكاريغاوكا في اليابان وأن الوطواط قد علِم بأمره وأعدّ جيشاً كبير من الوحوش للذهاب إلى اليابان عَبْر بوابة رقميّة تَصل ما بيّن العالميّن الحقيقي والرقمي والواجب يُحتم على الأولاد منع الوطواط من النفاذ إلى العالم الحقيقي وإنقاذ البطل الثامن، قرر الأولاد التسلسل إلى القلعة التي توجد فيها البوابة الرقميّة ووضعوا خُطة للدخول من خلال تَنكر رعد وزهرة وإفساح الطريق لهم من خلال مُراقبة الأوضاع في الداخل، وكما كان مُخططاً فقد سَارت الأمور على ما يُرام واستطاع الأولاد الدخول إلى القلعة، وجد الأولاد الوطواط عند البوابة الرقميّة يُوشِكُ الدخول إليها حاولوا منعه لكن الوطواط أمر جيّشه بالتصدي لهم ومن ضِمّن مُقاتلي الوطواط مخُلوق رَقميّ يُدعى خرموش، استطاع منع الأولاد من اللحاق بالوطواط الذي استطاع الأخير النفاذ إلى العالم الحقيقي مع جيّشه. |                                                        |                                                        |                    |                    |                    |
| 28                             | 追撃！ 日本へ急げ | المطاردة! الهرع إلى اليابان                            | المطاردة! الهرع إلى اليابان                            | 19 سبتمبر 1999     | 19 سبتمبر 1999     | تاكاهيرو إمامورا   |
| 28                             | يُصاب الأولاد بالإحباط لعدم تمكُنِهم من منع الوطواط من الذهاب إلى العالم الحقيقي، يطلب منهم الجد زاجل المجيء إلى بيته الذي يقطُن تحت البحر بعازل زُجاجي فيه إمدادٌ خارجي لدخول الأكسجين إليه؛ وعندما وصل الأولاد ورأوا الجد زاجل لأول مرةٍ على الطبيعة، رحب بهم وشرح ما يجب عليّهم فعله للحاق بالوطواط وفتح البوابة الرقميّة مرّةٌ أخرى، وضع لهم عشرُ بطاقات لعشرةِ مخلوقات رقمية ولفتح البوابة عليهم أن يضعوا تسعة بطاقات في الطاولة الحجرية التي تحتوي على تسعة مُربعات حيث عليهم أن يضعوا كل بطاقةٍ من البطاقات العشر في مُربع من مربعات الطاولة الحجرية التسع وأن يستثنوا بطاقة زائدة؛ حيث لكل بطاقة مكان خاص من الطاولة الحجرية وعليهم بحسب خواص كل مخلوق رقمي في البطاقات وعلى الأولاد أن يكتشِفوا ذلك بأنفُسهم، وإن أخطئوا في وضع البطاقات فسيُرمون في عوالم أُخرى غريبة يضيع كُل من يدخُل بها، وفي الصباح ذهب الأولاد إلى القلعة ويوُاجهوا الوحوش الرقميّة التابعة للوطواط الذي أمرها الوطواط بحراسة البوابة؛ وبِفعل المعارك التي حصلت فإن القلعة كانت على وشك أن تنهار ولم يجدوا الأولاد سبيلاً آخر إلا مُحاولة فتح البوابة، حاول شادي معرفة أماكن البطاقات من خلال إستنتاجات الرسوم في الطاولة الحجرية واكتشف أماكن ثمانية بطاقات، إلا أن المُربع التاسع كانت فيه بطاقتان واحدةً منهُما صحيحة والأخرى خاطئة، يضع الأولاد ثقتهم في أمجد وعينوه صاحب القرار الأخير ليُقرر من هي البطاقة الصحيحة ومن هي الخاطئة، وبعد ترددٍ كبير إختار أمجاد إحدى البطاقتان والتي كانت تحمل صورة بحر مُرافق زيّن، وُفِقَ أمجد في إختيار البطاقة حيث فُتحت البوابة ودخلوا الأولاد فيها ليجدُوا أنفسهم في العالم الحقيقي وبالتحديد في المُخيم الصيفي الئي كانوا فيه قبل ذهابهم إلى العالم الرقمي. |                                                        |                                                        |                    |                    |                    |
| 29                             | マンモン光が丘大激突！ | إشتباك مع مامّون في هيكاريغاوكا                         | إشتباك مع مامّون في هيكاريغاوكا                         | 26 سبتمبر 1999     | 26 سبتمبر 1999     | تاكينوري كاوادا    |
| 29                             | يجد الأولاد أنفسهم في المُخيم الصيفي الذي كانوا فيه قبل أن يجرفهُم التيّار إلى العالم الرقمي ويُفاجئون بأن كل شيءٍ كان على ما هو قبل رحيلهم وأن الزمن لم يتغيّر إلا دقائق معدودة بالرّغم من أنهم قضوا عدة أشهر في العالم الرقميّ، يستكشف الأولاد المُخيم الصيفي ويجدون الأستاذ حسان (فوجي ياما) وهو الأستاذ الذي يُشرف عليهم في المُخيم الصيفي ويطلبون منه الذهاب إلى محطة هيكاريغاوكا، إلا أن الأستاذ حسان رفض طلبهم وبعد إلحاح مُتواصل من الجميع وافقَ على إيصالهم لمحطة هيكاريغاوكا، في هذه الأثناء كان الوطواط وأتباعه مُتواجدون في هيكاريغاوكا للبحث عن الولد الثامن، وزّع الوطواط على أتباع نُسخ من القلادة الأصليّة لتُساعدهم في عمليّة البحث من خلال توّهج القلائد فيما إحتفظ الوطواط بالنُسخة الأصلية، يَصل الأولاد إلى محطّة هيكاريغاوكا لتُعاد إليهم الذكريات حيث أنهم جميعاً كانوا قد عاشوا فتراتٍ من حياتهم في المدينة، بعد لحظات يُفاجئ الأولاد بقدوم وحشٍ عملاق هائج من أتباع الوطواط يُدعى الماموث، تستدعي سمر جارح لمُقاتلة الماموث وفي أثناء القتال يتذكر الأولاد حادثةٍ حصلت قبل أربع سنوات في نفس المكان الذي يتقاتل فيه جارح والماموث؛ كانت الحادثة عبارة عن تفجيرٍ إرهابي لجسر، ساعدت سمر جارح إلى التطوّر إلى عُقاب من المستوى المثالي لينجح في القضاء على الماموث، يتذكر أمجد ما حصل قبل أربعة سنوات ويجد أن الحادثة لمّ تكُن حادثة تفجير لإرهابي بل كان قتالاً بين صنديد وطائرٍ عملاق (الأحداث التي جرت في الفيلم الأول) ليتذكّر الأولاد الأحداث ويُفاجئون بأن الجميع قد شهِد تلك الحادثة؛ إستلهم شادي من هذا الأمر بإن العامل المُشترك لأبطال الديجيتال بأن الجميع قد شهد حادثة قتال صنديد مع الطائر الرّقمي قبل أربعة سنوات أي أن البطل الثامن كان قد شهد الحادثة أيضاً وهناك إحتمال كبير جداً في هيكاريغاوكا في المنطقة التي شهدت الحادثة التي حصلت قبل أربعة سنوات؛ ليبدأ الأولاد رحلتهم في البحث عن الولد الثامن قبل أن يجِدَه الوطواط. |                                                        |                                                        |                    |                    |                    |
| 30                             | デジモン東京大横断 | الديجيمون العظيمة تعبر طوكيو                           | الديجيمون العظيمة تعبر طوكيو                           | 3 أكتوبر 1999      | 3 أكتوبر 1999      | جونجي شيميزو       |
| 30                             | يصل الخبر إلى الوطواط بأن الأولاد استطاعوا الوصول إلى العالم الحقيقي وأن أحد أتباعه قد رأى عُقاب يقاتل الماموث في هيكاريغاوكا ليأمر الوطواط جنوده بالإسراع في البحث عن الولد الثامن، كان الأولاد يتناقشون في إن الحاصل المُشترك بينهم أيضاً هو الانتقال إلى مدينة أودايبا (مدينة الأمل في الدبلجة العربية) ولرُبما الولد الثامن أيضاً كان قد انتقل إليها أيضاً؛ ليُقرر الأولاد الذهاب إلى مدينتهم ليروا أهاليهم ويبحثوا عن الولد الثامن، يستقّل الأولاد القطار للذهاب إلى مدينتهم ولكن التعبّ قد أنَهكَهم واستغرقوا في النوم ليتجاوزوا محطة أودايبا؛ وعند استيقاظهم تفاجئوا بالأمر وبعد ذلك لم يُقاوموا الجوع ليذهبوا إلى إحدى المطاعم ويأكلوا منها حتى نَفذَت كُل أموالهم؛ اضطر الأولاد بعد محاولاتٍ إلى أن يقوموا بالتأشير في الشارع لطَلب من السائقين بإيصالهم إلى أودايبا؛ ونجحوا بالركوب مع شاب مُتسلط وغريب الأطوار، بعد أن قطعوا طريقاً طويلاً قام ورْد بالتبرز في كُرسي السيارة الخلفي والتي تسببت برائحة كريهة مما تسببّ ذلك في غضب السائق وأوقف سيّارته جانباً، تشاجر السائق مع زين لشكوكه به بسبب جلوسه في المقعد الخلفي وحاول شادي تهدئّة الوضع ولكن السائق الشاب دفعهُ دفعةً قويّة اختل توازن شادي بسببها وسقط في النهر؛ تطوّر زبد إلى هادر وأمسك بشادي قبل وقوعه في النهر؛ إلا أن اللحظات زادت صعوبة حِينما ظهر وحشٌ شرير من أتباع الوطواط يُدعى علقم؛ تدخل بحر مُرافق زين لإنقاذ شادي ويتطوّر إلى عاصف ويتقاتل مع علقم في النهر وسط مرأى الناس ودهشتهم، يستمر القتال بينهما ليتمكّن عاصف من التمكُّن من علقم؛ يُكمل الأولاد بعد ذلك مسيرتهم إلى أودايبا في البحرّ عن طريق عاصف؛ رأى زقزوق الأولاد وهُم ذاهبين إلى أودايبا ليذهب ويٌخبر الوطواط بما رأى. |                                                        |                                                        |                    |                    |                    |
| 31                             | レアモン！東京湾襲撃 | راريمون! يهاجم في خليج طوكيو                           | راريمون! يهاجم في خليج طوكيو                           | 10 أكتوبر 1999     | 10 أكتوبر 1999     | هيروكي شيباتا      |
| 31                             | يصل الأولاد إلى منازلهم بعد فترةِ غيابٍ طويلة دامت لأشهر قضوها في العالم الرقمي، كانت هند شقيقة أمجد هي البطلة الثامنة من أبطال الديجيتال، لم يعلم الجميع أنها هي أحَدَ أبطال الديجيتال حتى هند بنفسها وأنها شَهِدت القتال العنيف بين صنديد والطائر الرقمي قبل أربعةِ سنوات، كان القط ميكو وهو القطُ الخاص لأمجد وهند قد رأى الجهاز الرقمي التي تملكُه هند تحت سريرها من غيّر أن تعلم، أخذ القط ميكو الجهاز إلى شُرفةِ المنزل ولعب بها حتى سقطت من طابقٍ مُرتفع جداً، نزل ميكو إلى الدور الأرضي لاستعادة الجهاز ليجد قطً آخر قد أخذَ الجهاز وفرّ به ليقوم ميكو بملاحقته، يدخل القط الذي فرّ بالجهاز إلى شاحنة نقل رسائل بريدية ويدخل ميكو وراءه إلى الشاحنة؛ استطاع ميكو التغلب على القط الآخر واستعادة الجهاز؛ ولكن عامل البريد قد أغلق باب الشاحنة على ميكو، يُحاصَرْ ميكو في الشاحنة إلى مُنتصف الليّل، في هذه الأثناء كان أحَد وحوش الوطواط يُدعى بهبوت قريباً من الجهاز مما أثَار توهج القلادة التي معه ليثور ويُدمر كل شيء أمامه، في هذه الأثناء وصلت رسالة من الجد زاجل إلى شادي من خلال حاسوبه يُخبرهُ فيها بأن هناك وحشاً من أتباع الوطواط يُهاجم الناس، يتصل شادي إلى بقية زُملاءه ولكنهم جميعاً قد غَطّوا بنومٍ عميق بسبب ما أنهكهم من تعب، يُقرر شادي الذهاب برفقة هادر لمُقاتلة الوحش وحده، يصل شادي إلى الوحش في الوقت الذي أرسلَ جهاز شادي إشارة يَدُل على قُرب الولد الثامن، يطلب هادر من شادي اللحاق بالولد الثامن فيما يتطور هو إلى إعصار ويُقاتل بهبوت وهو ما فعله شادي حيث لاحق إشارة جهازه، في الوقت ذاته كان زقزوق قريباً منهم وتوهجت قلادته هو الآخر ليُلاحق إشارة قلادته، كان بهبوت قد قلبَ الشاحنة التي بها ميكو حيث قام الأخير بالهروب من الوحش الرقميّ ومعه الجهاز الرقمي، إلى أن واجه كلباً في طريقه ليرتعد رُعباً ويهرب منه تاركاً الجهاز خلفه، أتى غُراب أسود إلى الجهاز ليأخذه إلى عشه في مكان بعيد وتختفي الإشارة من جهاز شادي وقلادة زقزوق، إلتقى زقزوق بشادي في الوقت الذي كان يُقاتل إعصار بهبوت، يُحاصر زقزوق شادي في حانة ليرمي عليه سهاماً والتي أحد أسلحة زقزوق لكن شادي تفاداها في اللحظة الأخيرة؛ ولحُسن الحظ تدخل إعصار في اللحظة الأخير الذي كان قد استطاع القضاء على بهبوت ليهرُب زقزوق بعيداً ويعود شادي إلى منزله بعد أن تأكد بأن الولد الثامن لا يزال في نفس مدينتهم. |                                                        |                                                        |                    |                    |                    |
| 32                             | 熱いぜ東京タワー！デスメラモン | برج طوكيو الحار! ديثميرامون                            | برج طوكيو الحار! ديثميرامون                            | 17 أكتوبر 1999     | 17 أكتوبر 1999     | تيتسو إمازاوا      |
| 32                             | في اليوم التالي أخبر شادي عن ما حصل معه لأمجد وبعد ذلك إجتمع الأولاد السبعة في الحديقة العامة بجانب أماكن سكنِهم ليتناقشوا عن خُطوتهم القادمة؛ ليقرروا بعد ذلك الإنفصال لمجموعات للبحث عن الولد الثامن قبل أن يعثر عليه الوطواط، ذهب أمجد وشادي من جهة وسمر ومي من جهة ويامن وشقيقه وسيم من جهة أُخرى بينما إعتذر زين من البحث لإرتباطه بالامتحان في المدرسة وبسبب ذلك وَكّلَت المجموعة زين للاتصال بأصدقائهم القُدامى في الابتدائية من خلال أدلة الهاتف للتأكد من كوّنهم قد شهدوا الحادثة قبل أربع سنوات أمّ لا، في الفترة ذاتها كان خرموش أحد مُساعدي الوطواط قد مرّ بجانب هند، عندما رأته هند سألته إن كان يعرف رعد أم لا؟ صُعق خرموش لهذه الإجابة وشكَّ بأن هند هي البطلة الثامنة حيث قام بتتبُعها إلى منزلها، كان خرموش قد قرّرَ القضاء عليها لولا أنهُ تراجع في اللحظة الأخيرة لعدم وجود سبب كافي ومقنع على أنها البطلة الثامنة، وفي جهة أخرى كانت سمر ومي تبحثان عن الولد الثامن في برج طوكيو، لاحظتا شخصاً غريباً يرتدي معطفاً في جو حار، كان هذا الشخص وحشاً رقميّ يُدعى زَرَد من أتباع الوطواط الذي هاجم مي وسمر في داخل بُرج طوكيو، لتتطور هديل وزهرة إلى جارح وصبارّة وتحدّث معركة بينهم، لاحظا شادي وأمجد حركةً مُريبة في برج طوكيو ليستَطلعا الأمر ويكتشفا معركةً مع أحد وحوش الوطواط ليتدخلا في النزاع ويتمكّن صنديد المُدرع من القضاء على زرَدْ. |                                                        |                                                        |                    |                    |                    |
| 33                             | パンプとゴツは渋谷系デジモン | بومبمون وقوتسمون! ديجيمون من نوع شيبويا                | بومبمون وقوتسمون! ديجيمون من نوع شيبويا                | 24 أكتوبر 1999     | 24 أكتوبر 1999     | هيرويوكي كاكودو    |
| 33                             | إستقَل يامن ووسيم ومُرافقيّهما قطاراً للعودة إلى منزلهما وأثناء العودة دار حديثٌ عائلي بين يامن ووسيم، تدخل صدى في الحديث ليُزمجر وسيم بوجهه بسبب تدخله بما لا يعنيه، الأمر الذي أغضبَ صدى وجعله يغادر في محطة شيبويا التي تسبق محطة يامن ووسيم ليلحقا الأخيرين به قبل إغلاق باب القطار للبحث عنه، وفي الطريق وجدا اثنان من أتباع الوطواط اللذان جنّدهما الوطواط لخدمته وكانا ينشران الفوضى في الشوارع والأسواق بغرض المُتعة والمرح، يُدعيان وحل ويقطين وهما وحشان رقميّان يُحبان المرح والفوضى عملا للوطواط عُنوةً، يتسببان يقطين ووحل في الكثير من المشاكل ليامن ووسيم بسبب مُشاغبتهما واعترفا أنهما لا يُحبان عمَل الوطواط ولكنهما مُجبران على العمل له، فجأة داهم الوطواط المجموعة ليقوم بقتل يقطين ووحل بسبب خيانتهما؛ غضب يامن بشدة بسبب قتل الوطواط ليقطين ووحل وقرر أن يثأر لهما ويُقاتل الوطواط ويستدعي رماح المُدرع، لتبدأ المعركة في وسط أحياء طوكيو وسطَ ذهول وذُعر من الناس، ندم وسيم على ما فعله حِيال صدى وأنه لو لم يفعل ذلك ما حصل لهم ما حصل ولما قُتل يقطين ووحل ولما واجهوا الوطواط، وبفضل الطاقة الداخلية التي نبعَت من صِدق ندم وسيم استطاع استدعاء عنقاء على الرغم من أن صدى لم يكن معه في نفس المكان بل كان يبعُد عنه أمتاراً قليلة، قاتل رماح المدرع وعنقاء معاً وشكلا قوةً تصدت للوطواط مما دعا الأخير إلى الانسحاب من المعركة، بعد انتهاء المعركة اعتذر وسيم إلى صدى عن فعلته وما حدث لهما في القطار. |                                                        |                                                        |                    |                    |                    |
| 34                             | 運命の絆！ テイルモン | روابط المصير! تايلمون                                  | روابط المصير! تايلمون                                  | 31 أكتوبر 1999     | 31 أكتوبر 1999     | تاكينوري كاوادا    |
| 34                             | يُراقب خرموش هند شقيقة أمجد من على سطح البناية المُقابلة لشكوكه بها بإنها هي البطلة الثامنة، كان شِهاب في هذه الأثناء قد وجد جهازاً رقميّ في عش غُراب في إحدى حدائق المدينة ليذهب فوراً إلى خرموش لإخباره بالأمر، وعندما أخبر خرموش ذهب مُباشرةً إلى هند التي تفاجئت بهما وبفِعلِ إشعاع الجهاز الرقمي الذي كان بحوزةِ خرموش علموا بأن هند هي البطلةُ الثامنة من أبطال الديجيتال وأن خرموش هُو مرافقها الرقميّ الذي استعاد ذكرياته السابقة وتذكر قصة انتظاره لشخصٍ ما إلى أن تمكّن الوطواط من السيّطرة عليه ليضمُه إلى قائمة جيّشه مُنسياً إياه شخصيته الحقيقية وتُسدل ستار القضيّة التي حيّرت الجميع، أحسَّ أمجد بصوّتٍ غريب يُخاطب هند من على شرفة غرفتها وعندما ذهب هو ورعد إليها حيث وجد خرموش وشهاب بجانبها؛ هاجم رعد خرموش ظناً بأنه جاء لإلحاق الضرر بهند إلا أن خرموش قام بدفع هند لتفادي ضربةَ رعد ويُصاب هوَ بالضربة، حينها علِمَ أمجد بالقصة الكاملة وإكتشف بأن شقيقته هند هي البطلة الثامنة من أبطال الديجيتال، ولأجل إفشال خُطط الوطواط قرر خرموش وشهاب التسلل إلى مخبا الوطواط لاستعادة قلادة هند الأصليّة؛ وفي أثناء تسلُلِهما إلى حجرة لوطواط، باغتهما الوطواط فجأةً، وعندما علم أن خرموش هو المُرافق الرقميّ الثامن قام بخطفه ليكون طُعماً لجلب الولد الثامن ورمى شِهاب بالبحر؛ ورُغم تدخل أمجد وصنديد إلا أنهما لم ينجحا في إنقاذ خرموش وشهاب. |                                                        |                                                        |                    |                    |                    |
| 35                             | お台場の妖精！ リリモン開花 | جنية أودايبا! ليليمون تزهر                             | جنية أودايبا! ليليمون تزهر                             | 7 نوفمبر 1999      | 7 نوفمبر 1999      | تاكاهيرو إمامورا   |
| 35                             | قام الوطواط بإحاطة مدينة أودايبا بالضباب الكثيف الذي يمنع وسائل النقل من العبور خلالها كي يضمن عدم هروب الولد الثامن من المدينة، كانوا الأطفال الثمانية جميعهم في المدينة باستثناء وسيم الذي كان يقضي ليلته مع والدته في إحدى المدن الأخرى وزين الذي ذهب إلى مدرسته خارج المدينة لأداء الامتحانات، ونتيجةً للضباب الذي أحدثه الوطواط فقد تعطّلت كافة وسائل الإرسال والاستقبال في المدينة وتعطلت جميع وسائل المواصلات والشبكات اللاسلكية، أمر الوطواط أتباعه باحتجاز جميع سكان المدينة وجمع الأطفال لاستجواب خرموش ما اذا كان أحد هؤلاء الأطفال هو البطل الثامن أم لا، وبالفعل انتشر جنود الوطواط في بيوت سُكان مدينة أودايبا واحتجزوا الكثير منهم، كان من المُحتجزين سمر ومي، وسط ذُعر السكان المُحتجزين قام عدد من أهالي أبطال الديجيتال بوضع خطة من أجل التصدي لجنود الوطواط والهرب منهم، وحين تنفيذ الخطّة نجحوا في ذلك وتمكنوا من الخروج خارج المبني الذي تمَّ احتجازهم فيه، ولكن في الخارج واجهوا وحشاً عملاقاً من أتباع الوطواط، كان والد ميّ قد خاطر بحياته من أجل مواجهة الوحش الرقمي وكاد يدفع الثمن غالياً، قامت مي باستدعاء فراشة وهي المستوى المثالي من تطور مٌرافقتها زهرة لأول مرّة، ونجحت في تحويله إلى مُرافق طيّب بفضل أحد أسلحتها ولكن في اللحظة الأخيرة فاجئهم الوطواط وقام بقتله والهجوم على فراشة. |                                                        |                                                        |                    |                    |                    |
| 36                             | 結界突破！ ズドモンスパーク！ | اخترق الحاجز! بريق زودومون                             | اخترق الحاجز! بريق زودومون                             | 14 نوفمبر 1999     | 14 نوفمبر 1999     | تيتسوهارو ناكامورا |
| 36                             | هجم الوطواط على فراشة، وقام بتحجيرها بأحد أسلحته، وفي ظل هجوم جنود الوطواط، طلبت ميّ من سمر الذهاب إلى للبحث عن الآخرين وإنقاذ المُحتجزين والولد الثامن قبل أن يجده الوطواط، كان يامن وهند وأمجد في منطقة أكوا إحدى المناطق في أودايبا، وطلب أمجد من يامن الاعتناء بشقيقته ريثما يعود، كان جنود اقتحموا منازل أودايبا وخطف البشر، لكن شادي إستطاع خداعهم بواسطة الاجز الغير مرئي الذي صنعه له زاجل من خلال حاسوبه ثم أخبره فيما بعد أن مصدر الضباب هو مركز تلفزيون فوجي، كان زيّن ووسيم خارج أودايبا والتقيا صُدفة عند إحدى محطات القطارات، وقررا الذهاب إلى أودايبا بحراً عن طريق عاصف، إلتقت سمر بأمجد وأخبرته أن الوطواط قد حجز الناس في طوكيو بيغ سايت، طلب أمجد من سمر الذهاب إلى منطقة أكوا وتأتي بيامن وشقيقته بينما هو يذهب إلى منطقة أكوا، كان أحد أتباع الوطواط يراقب هذا الموقف، وتبع سمر إلى منطقة أكوا، وفي نفس الوقت كان زيّن ووسيم قد واجها وحشاً بحرياً من أتباع الوطواط واضطروا إلى قتاله لكنه فشلوا، وعاد عاصف إلى المُستوى الطفل، أنقذ زيّن وسيم من الغرق، ونتيجةً لإخلاصه استطاع بحر التطوّر إلى المُستوى المثالي قبل فوات الأوان والقضاء على الوحش الرقميّ، وإكمال السفر إلى أودايبا، وأثناء ذهابهم سمعوا صوتاً أسفل البحر وتبيّن أنه شهاب الذي أغرقه الوطواط، وأخبرهم بكل ما جرى وأن البطل الثامن هي هند وأنه يحمل معه قلادتها الأصليّة، وفي نفس الوقت وصلت سمر إلى مطقة أكوا، وقابلت يامن وهند ولكن عماش أحد جنود الوطواط الذي كان يُراقبهم قد فاجئهم، واستدعى إثنين من الأتباع لمُقاتلتهم، وعجز سمر ويامن عن التصدي لهم، قررت هند تسليم نفسها إلى الوطواط لإنها لم تتحمل أن ترى الجميع يُعاني بسببها، وذهبت مع عمّاش إلى الوطواط أمام ناظري يامن وسمر. |                                                        |                                                        |                    |                    |                    |
| 37                             | 完全体総進撃！ きらめくエンジェウーモン | جميع المستويات المثالية تتقدم! أنجيومون تتلألأ         | جميع المستويات المثالية تتقدم! أنجيومون تتلألأ         | 21 نوفمبر 1999     | 21 نوفمبر 1999     | هيروكي شيباتا      |
| 37                             | بعد أن وصلت الأخبار للوطواط بأن جنوده قد وجدوا الطفل الثامن، أمر جنوده باحتجاز بقيّة الأطفال، كان في هذه الأثناء أمجد قد وصل إلى معرض طوكيو بيغ سايت، ووجد هناك مي المُحتجزة، وأخبرته بأن الوطواط وجد الطفل الثامن، كان في هذه الأثناء شادي مُتواجد مع والد يامن أمام مركز تلفزيون فوجي، في ذات الوقت وصل يامن وسمر وكذلك زيّن وشادي مع شهاب الذين وصلوا مؤخراً إلى أودايبا، قام شهاب بقواه السحرية بإعادة تنشيط فراشة مُرافقة ميّ من المُستوى المثالي بعد أن قام بتحجيرها الوطواط، في هذه الأثناء شاهدوا الوطواط يطير حاملاً بيده خرموش مُتوجهاً إلى قمة مركز تلفزيون فوجي، صعد الأولاد إلى هناك رفقة مُرافقيهم، اعترف خرموش عندما رأي هند بأنها البطل الثامن، قرر الوطواط القضاء عليها إلا أن تدخل الأولاد في آخر لحظة أنقذ الموقف، وحدثت المعركة الكُبرى بين الأولاد والوطواط، وجه الوطواط إحدى ضرباته على هند ولكن بفضل تضحية شهاب نجت من الموقف، استثارت هند في هذه اللحظة بسبب تضحية شهاب، واستطاعت التطوّر إلى المُستوى المثالي، ليتطور خرموش إلى غيثاء، وتستطيع القضاء على الوطواط بعد أن وحدت ضربات جميع المُقاتلين ورمت سهم الاتحاد على الوطواط، ولكن حدث شيءٌ غريب بعد وفاة الوطواط، الضباب لم ينقشع بالرغم من تحطم مركز تلفزيون فوجي. |                                                        |                                                        |                    |                    |                    |
| 38                             | 復活！ 魔王ヴェノムヴァンデモン | العودة! العفريت! فينومفامديمون                         | العودة! العفريت! فينومفامديمون                         | 28 نوفمبر 1999     | 28 نوفمبر 1999     | هيرويوكي كاكودو    |
| 38                             | أثار عدم زوال الضباب استغراب الأولاد، حينها وصل إلى شادي رسالة من زاجل كان مفادها أنه وجد رسالة فيها رموز تدل على شفرةٍ ما، ونص الرسالة هو: "أولاً ستحجب السماء بواسطة سرب من الخفافيش، ثم سيهتف الناس باسم ملك المخلوقات الرقميّة، حالما تدق الساعة رقم الوحش، ملك الديجيمون سيكشف عن شكله الحقيقي، عندئذٍ ستطلق الكائنات السامية سهام الأمل والنور على أحباء الأشخاص الذين يقومون بحمايتهم، وستحدث معجزة"، ثم أغلق زاجل الاتصال، بعد ذلك قام الأولاد بالذهاب لتحرير أهاليهم بعد أن قاموا بالقضاء على الوطواط، لكنهم تفاجئوا بأن أهاليهم وبقيّة الناس كانوا أشبه بالمُنومين مغناطيسياً ويرددون باسم الوحش، كان في هذه الأثناء في أحد رُدهات معرض طوكيو بيغ سايت صارح والديّ شادي بأنهما ليسا والديّه الحقيقين، وأنا والديّه قد تُوفيا في صغره في حادث سيارة مأساوي، بعد ذلك عبّر شادي عن حبه لهما رغم معرفته بذلك مُسبقاً، وفي الساعة السادسة وست دقائق وست ثواني، اجتمع سرد من الخفافيش ليُشكّل وحشاً جديد وهو هرّاس، وهو المستوى الأقصى من الوطواط الذي عاد مرةً أخرى عن ريق تجمّع خفافيش الأرض، عجز كلاً من صنديد المدرع ورماح المدرع عن التصدي له، استلهم شادي ووالديّه رسالة زاجل، وفهما بأن المقصود من الكائنات الساميّة التي ستطلق سهام الأمل والنور هُما وسيم وهند وأما المقصود بأحباء الأشخاص الذين يقومون بحمايتهم هم أمجد ويامن، بعد ذلك طلب شادي إلى وسيم وهند أن ينقلا طاقة مُرافقيهما إلى أشقائهم عبر سهام الأمل والنور كما في الأساطير الرومانيّة مثل كيوبيد، وفعلا ذلك، وتمكن أمجد ويامن من تطوّر مُرافقيهما إلى المُستوى المثالي لأول مرّة عبر جلمود وسمهر. |                                                        |                                                        |                    |                    |                    |
| 39                             | 二大究極進化！ 闇をぶっとばせ！ | تطوران نهائيين عظيم! اقضيا على الظلام                  | تطوران نهائيين عظيم! اقضيا على الظلام                  | 5 ديسمبر 1999      | 5 ديسمبر 1999      | جونجي شيميزو       |
| 39                             | نجح أمجد ويامن في التطوّر إلى المُستوى النهائي إلى شكل جلمود وسمهر، وقرر جميع الأولاد تطوّر مُرافقيهم إلى المُستوى المثالي، وقاتلوا هرّاس بضراوة شديدة، حيث دمر جُزءً كبير من مدينة أودايبا، لكن أجهزة الأولاد قامت بتقييد أطراف هرّاس، حتى تمكن جلمود من القضاء عليه، وينقشع الضباب، لكن فجأة ظهر عالمٌ غريب في السماء، وتخرج منه مخلوقات رقميّة مثل المقص الذي هاجم إحدى الطائرات لكن إعصار وعُقاب مُقاتلا شادي وسمر أنقذا الموقف، عرف شادي أن العالم الغريب الذي ظهر في السماء هو العالم الرقميّ، وقرروا الذهاب إلى هناك لإنقاذ المخلوقات الرقميّة من الخراب الذي حلّ به مُستعينين بقوة الأجهزة، وقاموا بتوديع أهاليهم أثناء ذهابهم إلى هُناك. |                                                        |                                                        |                    |                    |                    |
| القِسم الرابع مرحلة سادة الظلام | |                                                        |                                                        |                    |                    |                    |
| 40                             | 魔の山の四天王！ ダークマスターズ | ملوك جبل الشر الأربعة، أسياد الظلام                    | ملوك جبل الشر الأربعة، أسياد الظلام                    | 12 ديسمبر 1999     | 12 ديسمبر 1999     | تيتسو إمازاوا      |
| 40                             | وصل الأولاد إلى العالم الرقميّ، ووجدوا هُناك جرّود أحد المخلوقات الطيّبة التي واجهتها ميّ سابقاً، وكان مُرتعباً وخائفاً، وأخبرهم أن الشر قد عاد بواسطة سادة الظلام، الذين قضوا على صديقه السابق طحلوب، وفجأة ظهر سادة الظلام أمام الأولاد، وهم أربعة وحوش من المُستوى الأقصى وهم طنبور وأفعوان وخشوب وكركوش، وقاموا بقتل جرّود أمام مرأى جميع الأولاد، استدعى الأولاد مُرافقيهم لكنهم عجزوا أمامهم، ليظهر بشكلٍ مُفاجئ دعبول أحد المخلوقات الرقميّة المُدافعين عن العدالة، لينقذهم من الموقف ويأخذهم إلى مكانٍ بعيد بينما ضحى هو بنفسه لإنقاذهم. |                                                        |                                                        |                    |                    |                    |
| 41                             | 荒ぶる海の王！ メタルシードラモン | ملك البحر الوحشي! ميتال سيدرامون                       | ملك البحر الوحشي! ميتال سيدرامون                       | 19 ديسمبر 1999     | 19 ديسمبر 1999     | تاكينوري كاوادا    |
| 41                             | وصل الأولاد إلى منطقة المثحيط التي يحتلها أفعوان، واكتشفوا أنهم في نفس المكان الذي قاتلوا فيه سُلحفاة الديجيتال لأول مرّة، وهُناك سمعوا صوتاً يطلب الاستغاثة في مُنتصف المُحيط وعندما ذهب الأولاد إليه عبر أحد القوارب اكتشفوا أنه سُلحفاة الديجيتال الذي واجهه الأولاد سابقاً وكان ينوي خداعهم، قاتله الأولاد واستطاعوا الانتصار عليّه، واكتشفوا أنهم ازدادوا قوةً عن السابق، مشى الأولاد على شاطئ المُحيط حتى وجدوا مطعماً في طريقهم، وحينها كان الأولاد مُنهكين وجائعين، ركض الأولاد إلى المطعم بُسرعة، كانت مي قد تعثرت في طريقها وقام زيّن بمُساعدتها، حيث كان الأولاد قد سبقوهما إلى المطعم، ولكن المطعم كان فخاً من قِبل أحد جنود أفعوان، وقام بحبس الأولاد الستّة وسحب طاقتهم مُعتقداً أنه قد حبس الأولاد جميعهم، وعندما ذهب أفعوان إلى المطعم وشاهد ستّة أولاد غضب غضباً شديداً وأمره بأن يبحث عن المُتبقين، نفذ هذا الأمر وقاتل ميّ وزيّن اللذان استطاعا الانتصار ضده وتحرير الأولاد ووضعاه بدلاً منهم في المطعم وأنقذوا أصدقائهم، حاول الأولاد الهرب بالبحر من أفعوان الذي قام الأخير باللحاق بهم ومُحاصرتهم وسط البحر، إلا أن تدخل الحوت وهو أحد المخلوقات الطيّبة الذي واجهه الأولاد سابقاً كان سبباً في نجاتهم من قبضة أفعوان حيث لاذ الأولاد بالفرار تحت المُحيط وهم بداخل جسد الحوت. |                                                        |                                                        |                    |                    |                    |
| 42                             | 沈黙の海底ホエーモン | صمت قاع المحيط! ويمون                                  | صمت قاع المحيط! ويمون                                  | 26 ديسمبر 1999     | 26 ديسمبر 1999     | تاكاهيرو إمامورا   |
| 42                             | لاذ الأولاد بالفرار إلى مكان آمن في أحد الجُزر، وهُناك أحس الحوت بالخطر يُحدق بهم، وصلت الأخبار من الأسماك إلى بحر مُرافق زيّن بأنهم شاهدوا جنود أفعوان على بعد 200 ميل منهم، وقام بحر بتحذير الأولاد، اختبأ الجميع داخل بطن الحوت وذهبوا إلى قاع البحر، هُنا أمر أفعوان أتباعه بلحاق الحوت وتتبع أثره، واكتشفوا مكانه في أحد القاعات العميقة، هرب الحوت منهم إلى أحد المغارات تحت المياه لكن أفعوان قام بلحاقهم إلى أن خرجوا جميعاً في سطح الماء، وحدث القتال بين أفعوان والأولاد، وبعد معركةٍ عنيفة خسر فيها الأولاد الحوت لكنهم استطاعوا الانتصار على أفعوان والقضاء عليه. |                                                        |                                                        |                    |                    |                    |
| 43                             | 危険な遊戯！ ピノッキモン | لعبة خطرة! بينوكيمون                                   | لعبة خطرة! بينوكيمون                                   | 9 يناير 2000       | 9 يناير 2000       | هيروكي شيباتا      |
| 43                             | بعد أن قضى الأولاد على أفعوان، واصلوا طريقهم حتى دخلوا الغابة، وهي الأرض التي يحتلها خشوب من الجبل الحلزوني، قام خشوب بالتلاعب بالأولاد عن بُعد في منزله، عبر ضربه بدُمى تُشابه أشكال الأولاد، حيث يتأثرون بكل ما يُفعله بالدُمى وهذه الطريقة تُعتبر إحدى خُدعه، قام أيضاً بالتلاعب بالأرض من تحت أقدام الأولاد، إلى أن أحسَّ بالملل وذهب بنفسه لجلب وسيم كي يّلعب معه، وقام أمام ناظر يامن يخطف وسيم إلى منزله للعب معه، وهُناك لعب خشوب مع وسيم لعبة الموت عن طريق لحاقه ورميّه بالرصاص الحقيقي، استطاع وسيم إنقاذ نفسه من هذا الموّقف وخداع خشوب وتحطيم كُل أدواته والهرب والعودة إلى الأولاد، عندها عاد وسيم إلى الأولاد، ورحب الجميع به وأثنوا على شجاعته، وهُنا قام يامن بالرحيل فجأة عن الأولاد من غير سبب واضح. |                                                        |                                                        |                    |                    |                    |
| 44                             | 迷いの森のジュレイモン | جوريمون وغابة الشك                                     | جوريمون وغابة الشك                                     | 16 يناير 2000      | 16 يناير 2000      | هيرويوكي كاكودو    |
| 44                             | اختفى يامن بشكل مُفاجئ، وذهب للإنعزال وحده في مكان ما بالغابة بعد أن أحاطته عدة أفكار غريبة، وأتى إليه أحد رجال خشوب وهو الكهل أبو رعيدة، الذي قام بإغواء يامن وتغيير أفكاره، وزرع الشر في عقله، وأوهمه بأن عليه التخلص من خصمه الحقيقي وهو أمجد كي يُثبت جدارته، انصاع يامن إلى خدعته، وذهب إلى قتال أمجد، كان بقيّة المجموعة في هذه الأثناء يتقاتلون مع خشوب وأعوانه، وبعد لحظات ظهر يامن وطلب من أمجد أن يتقاتل معه، وسط دهشةٍ من البقيّة. |                                                        |                                                        |                    |                    |                    |
| 45                             | 究極体激突！ ウォーグレイモンＶＳメタルガルルモン | اشتباك المُستويات النهائية! وارقريمون ضد ميتالقارورومون | اشتباك المُستويات النهائية! وارقريمون ضد ميتالقارورومون | 23 يناير 2000      | 23 يناير 2000      | تيتسو إمازاوا      |
| 45                             | وافق أمجد على قتال يامن ليضع حداً لغطرسته وعناده، وتقاتل الاثنان وتقاتل مُرافقيّهما من المُستوى الخامس وسط عجز البقيّة عن وضع حلٍ للمُشكلة، وفي أثناء قتالهما ظهر بريقٌ خطف الأولاد ليُريهم لماذا هُم أصبحوا أبطال الديجيتال بطريقة عرض فيلم سينمائي عن طريق الصوّر الهولوغرافيّة، كان هناك أحدٌ ما يتحدث إلى الأولاد عن طريق جسد هند ليشرح لهم القصة منذ البدايّة، وعرض عليهم القصة منذ البداية وحتى سقوطهم في العالم الرقميّ، وفي النهايّة فهم يامن الغايّة، وانفصل من الأولاد، كما انفصلا ميّ وزين عن البقيّة أيضاً لتكون هُناك ثلاث مجموعات مُنفصلة. |                                                        |                                                        |                    |                    |                    |
| 46                             | メタルエテモンの逆襲 | هجوم ميتال إيتيمون المضاد                              | هجوم ميتال إيتيمون المضاد                              | 30 يناير 2000      | 30 يناير 2000      | تاكينوري كاوادا    |
| 46                             | بعد أن تفرّق الأولاد، وفي مكان ما من الغابة، قامت مجموعة كبيرة من مخلوقات رقميّة بملاحقة الغول الرقمي (وهو وحش سابق كان يقف بجانب الخُفاش)، وفجأة سقط نيزك عليّهم، كان في هذا النيّزك الغوريلا المعدني وهو المُستوى الأقصى من قردون الوحش الذي قضى عليّه الأولاد سابقاً، وقد عاد بعد أن تجدد جسده واستطاع الخروج من الثقب الذي امتصه بعد معركته من صنديد المُدرع، في هذه الأوقات شاهد ميّ وزيّن الغول الرقميّ مصاباً وجريحاً جرّاء النيّزك، وقرروا مُساعدته بالرغم من ماضيه السيء معهم، بعد أن تمثّل الغول بالشفاء، تأثر بموقف الأولاد اتجاهه وتحوّل من مخلوق عدواني وشرير، إلى مخلوق طيّب ومُسالم، وفجأة ظهر خشوب أمامهم وكاد أن يقضي عليهم لولا أن الغوريلا المعدني قد تدخل في المعركة، حيث حصل شجار بين خشوب والغوريلا المعدني، استغل من خلالها ميّ وزيّن والغول اللحظة للهرب بعيداً عنهم، في هذه الأثناء كانت المجموعة الثانية أمجد ومن معه قد تسللوا بالدخول إلى منزل خشوب لمُباغتته، وقاموا بالاستعانة بجنود خشوب الذين اُجبروا على العمل عنده بالدخول إلى منزله، ووجدوا هُناك عِدة فِخاخ نجوا منها، لم يجدوا خشوب في منزله، لكنهم رأوه في الخارج وهو آتٍ إلى المنزل وقاموا بمُهاجمته، في نفس الوقت كانت المجموعة تختبئ من الغوريلا المعدني، وهم ميّ وزيّن، وبعد لحظات ظهر ليث المُدرع وهو المُستوى المثالي من ليّث. |                                                        |                                                        |                    |                    |                    |
| 47                             | 風よ！ 光よ！ サーベルレオモン | أيتها الرياح! أيها النور! سابر ليومون                  | أيتها الرياح! أيها النور! سابر ليومون                  | 6 فبراير 2000      | 6 فبراير 2000      | تاكاو يوشيزاوا     |
| 47                             | عندما إلتقى ليث المُدرع بميّ وزيّن ومُرافقيهما إضافةً إلى الغول، هربوا إلى مكانٍ قريب هرباً من الغوريلا المعدني، وصلوا إلى المطعم الذي عمل فيه زيّن رفقة يامن لكنه حلّ الدمار فيه بسبب سادة الظلام، هُناك إلتقت ميّ زُنبع وفرفوشة عندما أميرة في قصر فشكول، وبعد لحظات داهم الغوريلا المعدني المطعم، وتعارك معهم، وجه ضربته إلى ميّ لكن ليّث ضحى بنفسه، ودفع حياته ثمناً لذلك، تطوّر بحر إلى سندان وقضى على الغوريلا المعدني بفضل مطرقته المصنوعة من نفس المعدن الذي صُنع منه جسد الغوريلا، وفي نفس الوقت كانت مجموعة أمجد تُقاتل مع جنود خشوب وتمكّنوا منهم وحاصوا خشوب، لكن خشوب استعان بآخر أسلحته وهو بيته الذي حوّله إلى وحش عملاق، وجعله يُهاجم الأولاد فيما هرب هو منهم، لكن في طريقه واجه سمهر ويامن وطلب منه مُهاجمة أمجد وجلمود كما كان يفعل سابقاً، لكن سمهر لم يستجيب، وقضى على خشوب، وأكمل طريقه، لتُزال منطقة الغابة من الجبل الحلزوني. |                                                        |                                                        |                    |                    |                    |
| 48                             | 爆撃司令！ムゲンドラモン | أوامر بالتفجير! موغندرامون                             | أوامر بالتفجير! موغندرامون                             | 13 فبراير 2000     | 13 فبراير 2000     | هيروكي شيباتا      |
| 48                             | بعد أن تدمّرت الغابة التي كان يحتلها خشوب، سارت مجموعة أمجد في الصحراء، وبعد لحظات سقطت هند مغشيّةٍ عليها بسبب حرارة الشمس، وهُنا استعاد أمجد ذاكرته إلى لحظة مؤلمة في حياته عندما كان في الصف الثاني، طلب منه والديّه أن يعتنيا بشقيقته المريضة، لكنه ذهب بها إلى الحديقة العامة وهُناك أصيبت بالتهاب رئوي حاد كاد أن يفقدها حيّاتها، وتلّقى صفعةً من والدته حينها، بعد هذا الموقف كان أمجد حريصاً على سلامة شقيقته لذلك كان يحرص على أن لا يُصيبها ضرر، بعد لحظات أتى هادر مُرافق شادي ليُخبرهم بأنه وجد مكاناً قريب منهم وهي المدينة التي يحتلها كركوش، وفيها أماكن حقيقيّة موجودة في العالم الواقع، ترك أمجد شقيقته هند مع وسيم وسمر في أحد البيوت وذهب مع شادي لإيجاد دواءٍ لها، فتح شادي حاسوبه وأوصله بالشبكة اللاسكيّة وتمكّن من معرفة الدواء المطلوب، لكن حينها كان كركوش يُراقب الموقع من مكان مُراقبة خاص، وتمكن من معرفة أماكن أمجد وشادي من خلال وصلة حاسوب شادي بالشبكة، وأمر جنوده بمُهاجمة المكان الذي يتواجدان فيه، عندما اكتشف أمجد وشادي توّغل الأعداء إليهما هربا بسُرعة من الموقع، وبعدها اكتشف شادي أن كركوش يُراقبه عبر وصلة حاسوب عندما تتصل بالشبكة، بعد ذلك قام بإدخال أحد البرامج التي لا تُمكن كركوش من معرفة أماكنهم، لكن بعد لحظات اشتاط كركوش غضباً وأمر بتدمير المدينة كُلها، وعندما علم شادي بالأمر الذي يُخطط له كركوش أخبر أمجد بذلك، وأسرعا إلى المنزل الذي تجلس فيه هند وعند وصوله رأى صاروخاً من أحد جنود كركوش يُدمر المنزل، حزن أمجد ظناً منه أن شقيقته ووسيم وسمر قد قُضي عليهم، ورأى في السماء قذيفةً مُوجهةً إليّه، لكن عنقاء دمرّت القذيفة، واكتشف أمجد أن شقيقته لم تمت لأنها هربت في اللحظة الأخيرة من المنزل، وبعد لحظات خرج إليهم كركوش وحاولوا الهروب منه في أحد البُنيان، وجه كركوش إحدى ضرباته إلى هذا المبنى ليسقط الأولاد في حُفرةٍ عميقة جداً. |                                                        |                                                        |                    |                    |                    |
| 49                             | さらばヌメモン | وداعاً نونيمون                                          | وداعاً نونيمون                                          | 20 فبراير 2000     | 20 فبراير 2000     | تاكاهيرو إمامورا   |
| 49                             | سقطت المجموعة في حفرةٍ عميقة جداً أشبه بمتاهةٍ تحت الأرض، لكنهم كانوا مُتفرقين، حيث سقط أمجد وشادي في موقع منفصل عن البقيّة، سمعت سمر أصواتاً غريبة على مقربةٍ منهم، واكتشفوا بأن هُناك الكثير من وحوش الدبق (نانيمون) تعمل تحت إمرة أحد أتباع كركوش وهو من نوع الدُمى المحشوة، حيث كان يُعاملهم بقسوة شديدة، استثار هذا الموقف مشاعر هند وحلّت بها قوةً كبيرة ضوئية، ومن خلالها استطاعوا بقيّة المُرافقين من التطوّر إلى المُستوى المثالي، وتمكنوا من هزيمته، وعلى الجُهة المُقابلة، كان أمجد وشادي يبحثان عن البقيّة ووجدوا في طريقهم فولاذ أحد الوحوش السابقة التي قاموا بتحريرها من مُسنن الخفاش، ولكن بعد لحظات ظهر كركوش، ودمر الحاجز الذي يحول بين أمجد وشادي وبي الآخرين، وتقابل أمجد بشقيقته مُجدداً، بعد لحظات قليلة ظهرت وحوش الدبق لتُقاتل كركوش ولكن الأخير قضى عليها بسهولة، بعد أن رأت هند تضحية وحوش الدبق أمامها، قامت باستجماع طاقتها الضوئية ونُقِلت إلى رعد الذي تطور إلى جلمود وقضى على كركوش بضربة واحدة، وبفضل ذلك تدمرت المدينة التي كان يحتلها كركوش وتبّقى آخر أسياد الظلام وهو طنبور. |                                                        |                                                        |                    |                    |                    |
| 50                             | 女の戦い！ レディデビモン | قتال المرأة! ليديديفيمون                               | قتال المرأة! ليديديفيمون                               | 27 فبراير 2000     | 27 فبراير 2000     | هيرويوكي كاكودو    |
| 50                             | ذهبت مجموعة أمجد رفقة فولاذ إلى قمة الجبل الحلزوني وذلك لقتال آخر سادة الظلام وهو طنبور، وهُناك أرسل لهم طنبور إحدى أتباعه وهي خرفوشة، وأتت إلى الأولاد وتعاركت معهم، أمر أمجد كُلاً من سمر ووسيم بالذهاب للبحث عن يامن والآخرين استعداداً لقتال طنبور، وأسند مهمة قتال خرفوشة إلى غيثاء مُقاتلة هند من المُستوى المثالي، استطاعت غيثاء بعد قتال قويّ مع خرفوشة من القضاء عليها، في نفس الوقت أخبر زيّن ميّ بأن عليّه الذهاب وإيجاد طريقه الخاص أسوةً بيامن ولا يوجدِ لبقائه معها خاصةً بعد أن قاموا بجمع عدة مخلوقات رقميّة وهي كفيلة بحمايتها من أي أخطار، وافقت مي على ذلك، وفي الجبل الحلزوني بعد القضاء مُباشرةً أتى طنبور إلى الأولاد وأمر أمجد مُرافقه رعد بالتطوّر إلى جلمود من المُستوى الأقصى. |                                                        |                                                        |                    |                    |                    |
| 51                             | 地獄の道化師 ピエモン | مهرج من الجحيم! بيمون                                  | مهرج من الجحيم! بيمون                                  | 5 مارس 2000        | 5 مارس 2000        | تاكاو يوشيزاوا     |
| 51                             | بدأ القتال بين الأولاد وطنبور، خطط أمجد في البدايّة من القتال معه وحده لحين مجيء يامن والبقيّة، في هذه الأثناء كان يامن قد سيّطرت عليّه عدة أفكار سوداء في مكان غريب في تحت الأرض، لكن صحوة مُرافقه كاسر وتشجيعه له، مكنّه من التحرر من هذه الأفكار، ليتخلص من المكان الذي كان فيه، ويلتقي بزين، في حين كانت سمر تبحث عن البقيّة مع وسيم، أصابتها ذات الأفكار السوداء التي أصابت يامن وسقطت في حفرة عميقة أوصلتها إلى نفس المكان الذي سقط فيه يامن وهو كهف وهميّ عميق تُحيطه أفكارٌ سوداء، فوراً إلتقى يامن وزيّن بوسيم ونزلوا جميعاً إلى الحُفرة التي سقطت بها سمر ووجدوها في أحد أطراف الكهف مُثبتةٌ في الأرض، وكان تهمس بكلمات غريبة، فهم يامن أنها تُعاني من الأفكار التي عانى منها سابقاً وقام بمُساعدة زيّن من تحفيزها بالكلمات الإيجابيّة حتى تمكنّا من تحريرها، وذهبوا جميعاً إلى الجبل الحلزوني، في ذات الوقت كان طنبور قد أجهز على جلمود لولا تدخل يامن في اللحظة الأخيرة وإرسال الطاقة إلى جلمود عن طريق قلادته بعد أن توهجت نتيجة ارتفاع معنى الصداقة في قلبه. |                                                        |                                                        |                    |                    |                    |
| 52                             | 聖剣士ホーリーエンジェモン | المبارز المقدس! هولي أنجيمون                           | المبارز المقدس! هولي أنجيمون                           | 12 مارس 2000       | 12 مارس 2000       | تاكينوري كاوادا    |
| 52                             | عادت طاقة جلمود إليه واستعد لقتال طنبور رفقة سمهر، لكن طنبور استخدم أحد طُرقه السحريّة، وهو تحويل الأولاد والمُرافقين إلى دُمى وذلك من خلال إلقاء منديل على الضحيّة، قام طنبور بتحويل جلمود وسمهر ثم أمجد ويامن، هرب البقيّة إلى مكان أشبه بالسيرك وحاول فولاذ مُقاتلة طنبور لكسب بعضٍ من الوقت، ولكن طنبور قام بتحويله إلى دُمية، دخل طنبور السيرك وقام بتحويل شادي وزيّن وهادر إلى دُمى بينما البقيّة حاولوا الاختباء، تطوّر خرموش إلى غيثاء وتطوّرت هديل إلى عقاب وخاضوا معركةً مع طنبور لكن الأخير قام بتحويلهما إلى دُمى، ولم يتبقى إلا وسيم وسمر وبحر مُرافق زيّن ووسيم ومُرافقه صدى وهند، بينما كان ميّ تواصل سيّرها إلى الجبل الحلزوني رفقة جيشٍ كبير من المخلوقات الرقميّة، وفي مكان آخر اكتشف الجد زاجل نبوءة خرجت من جدار ناريّ في أنقاض ملقات الجزيرة القديمة ينص فيها على عوّدة وحش رقميّ خطير قد تسبب في حدوث قُوى الشر. وفي السيرك، حاصر طنبور الأولاد المُتبقين، خطف بحر دُميّة يامن من قبضة طنبور ورماها على سمر التي بدوّرها رمتها إلى وسيم وهرب الأخير خارج السيرك مع مرافقه وهند إلى خارج السيرك، فيما قام طنبور بتحويل بحر وسمر إلى دُمى، وصل وسيم وهند إلى منصة عاليّة وسط الجبال وتطوّر صدى إلى عنقاء لكنها فشلت في مُجابهة طنبور، وجدا وسيم هند صندوقاً بداخله حبل يمتد إلى السماء، قاما تسلقاه إلى الأعلى لكن طنبور أمسك بهما وقطع الحبل عليها ليسقطا من جُرفٍ عالي جداً، وأثناء سقوطهما رأى وسيم دميّة شقيقه واستجمع قواه وتلقى الحافز المعنوي لتتوهج قلادته بسبب ارتفاع صفة الأمل في قلبه، ويتمكن مُرافقه من التطوّر إلى المُستوى المثالي ويتحوّل إلى صوّان (هولي أنجيمون)، أنقذ صوّان هند ووسيم وقام بتوجيه ضربةٍ إلى طنبور، وحررّ الأولاد بفضل قُواه المُقدسة، ليبدأ القتال من جديد مع طنبور، ويستدعي طنبور جيشاً كبيراً من أتباعه، وفي هذه الأثناء وصلت ميّ مع فريقها وتطوّر جميع المُرافقين إلى اقصى المُستويات وتمكنوا من القضاء على جيش طنبور أولاً ثم على طنبور ثانياً، ويتمكنوا من إصلاح التشويه الذي تسبب به سادة الظلام، بعد القضاء على طنبور ظنّ الأولاد أن مُهمتهم انتهت لكن وصلت رسالة من زاجل يُخبرهم فيها بأن هُناك ما زال وحشاً جديداً بانتظارهم، وفجأة يسقطون في مجال مظلم غريب ويحيطونهم الظلام من كل مكان. |                                                        |                                                        |                    |                    |                    |
| القِسم الخامس مرحلة جنجل        | |                                                        |                                                        |                    |                    |                    |
| 53                             | 最後の暗黒デジモン | آخر ديجيمون شرير                                       | آخر ديجيمون شرير                                       | 19 مارس 2000       | 19 مارس 2000       | هيروكي شيباتا      |
| 53                             | بعد أن قضى أبطال الديجيتال على سادة الظلام واحداً تلو الآخر، مما نتج عنه إختفاء الجبل الحلزوني الذي صُنع من المناطق التي قام سادة الظلام باحتلالها، ظنَّ الأولاد أن الشرّ قد انتهى، وعادت الحياة إلى سابق عهدها في العالم الرقميّ، ولكن وصلت رسالة من زاجل إلى شادي يقول فيها أن الأمر لم ينتهي بعد وأن هُناك عدواً أخير ينتظرهم، وفجأة سقط الأولاد في مكان مجهول ليجدوا أنفسهم في مكان منطقةٌ امتلأت بالظلام، والجاذبية فيها معدومة، ظهر الجد زاجل في حاسوب شادي يُخبرهم بأنهم لم يقضوا على المصدر الأساسي الذي جلب هذا الشر، وهذا العدو ظهر في جدارٍ ناري، حيث ظهرت نقوشات في منطقة دينو القديمة، جاء في نصها بأن ظهر شيء في الجانب الآخر من الجدار الناري والذي يقع في عمق العالم الرقمي، وعندما ظهر هذا المخلوق خلق تشوهات في النسيج الزمني، وقد جلب الدمار التام إلى العالم الرقميّ، لم تستطع المخلوقات الرقميّة هزيمته والصمود أمام قوّته، لهذا تمَّ إستدعاء خمسة أطفال مُختارين ليقوموا بتحرير العالم الرقمي وهزيمة هذا المخلوق، أي أن كان هُناك أطفالا مُختارين قبل الأولاد الثمانية، وهذا قد حدث قبل سنوات عديدة، حيث استطاعوا هؤلاء الأولاد السابقين من القضاء على هذا المخلوق، وبقي في زاوية الظلام، وظهرت فيما بعد نبوءة في منطقة دينو القديمة تقول بأن الظلام سيدخل هذا العالم مرةً أخرى عن طريق الجدار الناري، بعد ذلك طلب زاجل من الأولاد توّخي الحذر من القال معه، وقُطع الاتصال، وبعد لحظات ظهر مخلوقٌ عملاق يُدعى جنجل، ذو طاقةٍ كبيرة جداً وشكلٍ مُخيف وأسلحةٍ غريبةٌ وفتاكة، ويملك جميع أسلحة الزُعماء السابقين مثل الخفاش والوطواط وسادة الظلام وغيّرهم، تبيّن أنه هو من قام بصُنع هؤلاء الأشرار وبث الشر فيهم والتحكم بهم، وأنه صانع جميع قوى الشر التي في العالم الرقميّ. قام جنجل بتجميد طاقات المُرافقين وإعادتهم إلى المُستوى الطفل، ثم قام بتحطيم القلائد ليمنع الأولاد من التطوّر، أصاب حينها الأولاد بالإحباط والخوف الشديديّن، قام جنجل بعد ذلك بتفتيت أجسام الأولاد ومُرافقيهم إلى بيانات رقميّة داخل نطاق حاسوبي وهو عالم المعلومات، ثم يجد الأولاد نفسهم داخل زاوية يتبادلون فيها الأفكار، أخذوا يتبادلون ذكرياتهم مع مُرافقيهم، وما حدث لهم منذ البداية، وكيف عاشوا أصعب اللحظات وتخطوها، بفضل مُثابرتهم وعزمهم على النصر، وكيف عاشوا أسعد اللحظات مع بعضهم البعض، حتى ازدادت معاني صفاتهم في قلوبهم، وارتفعت معاني جميع الصفات في جميع الأولاد، فأصبح لكل شخصٍ منهم يحمل صفته وصفات جميع الفريق، وازدادت هِمتهم المعنويّة وعزمهم على العودة وهزيمة جنجل، ثم توهجت رموز القلائد في صدورهم، واكتشفوا بأن الرموز التي كانت في القلائد ما هي إلا رموز قلوبهم في الأساس، وعلِم الأولاد أنهم إذا واصلوا التصرف بناءً على صفاتهم الداخليّة فإن القلائد ليست ذات أهمية، واستطاعوا بفضل هذا الشعور من تطوّر مُرافقيهم مُجدداً، والخروج من زاويّة الأفكار وعالم المعلومات والعودة لمواجهة جنجل، الذي تفاجأ بظهورهم، وعودة مُرافقيهم إلى التطوّر. |                                                        |                                                        |                    |                    |                    |
| 54                             | 新たな世界 | العالم الجديد                                          | العالم الجديد                                          | 26 مارس 2000       | 26 مارس 2000       | تاكاهيرو إمامورا   |
| 54                             | عاد الأولاد لمُواجهة جنجل بعد أن رماهم في زاوية المعلومات، حيث عادوا أقوى من السابق، وتقاتلوا مع جنجل، واستطاعوا تدمير أذرعه في البداية، ثُمَّ وجهوا ضرباتهم عليهم، أدرك جنجل نهايته، وقرر أن يُحدث انفجار يسحب الأولاد معه إلى زاوية الظلام، لكن الاجهزة الرقمية استطاعت تحجير هذه الطاقة ومحو التفجير، لتقضي على جنجل وتمحو الشر، ويختفي الظلام من هذا العالم، وتعود أرض البدايات إلى إعادة صُنع المخلوقات الرقميّة التي قُضي عليها سابقاً مثل ليث والحوت وغيرهم، التقط الأولاد صورةً تذكاريّة مع الجد زاجل وبعض الوحوش الرقميّة، وأخبر الجد زاجل للأولاد أن عليهم توديع مُرافقيهم، والعودة إلى عالمهم، قبل أن تُغلق البوابة، وبالفعل قام كل واحدٍ منهم بتوديع مُرافقه وتوديع زاجل والمخلوقات الرقميّة في لحظات مؤثرة يستعيدون من خلالها الذكريات الجميلة، ويصل الأولاد إلى بلدهم وأهاليهم ويُمارسوا حياتهم الطبيعيّة لتُغلق حكاية الجُزء الأول وينتهي معها قوى الشر الذي سادت طويلاً على العالم الرقميّ. |                                                        |                                                        |                    |                    |                    |